# Parc national Mburucuyá
Le parc national Mburucuyá se situe au nord-ouest de la province de Corrientes en Argentine.

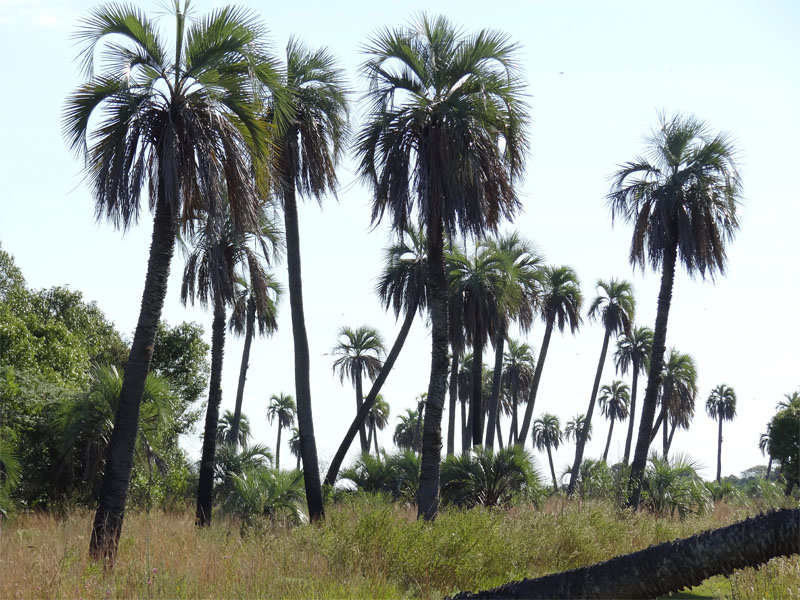
Palmiers yatay dans le parc national Mburucuyá.

## Histoire
Avant l'arrivée des espagnols, les guaranis habitèrent la région et créèrent des zones où ils cultivaient et récoltaient des produits pour leur alimentation et l'échange avec d'autres tribus. Parmi les cultures principales, il faut citer le maïs, les citrouilles, le coton, les pois, le yerba mate et le manioc.
Après l'occupation espagnole, l'harmonie des peuples autochtones avec la nature se vit bousculée.
On introduisit l'élevage et l'agriculture extensive, ce qui se traduisit par l'abattage indiscriminé d'arbres natifs.
Après la seconde guerre mondiale deux hommes, Mrs Troels et Pedersen se rendirent en Argentine pour prendre en charge les vastes champs que le père Niel Peter Pedersen avait acheté en 1920. Ils montrèrent un grand intérêt à protéger et restaurer la flore de ce milieu détérioré. Leur action se conclut par la donation de ces terres pour la création d'un parc national, dont l'objectif était de maintenir le milieu ambiant.

## Accès
Le parc national Mburucuyá se trouve à 163 km au sud-est de la ville de Corrientes. Depuis la ville on y accède via la route nationale 12, puis les routes provinciales 17 et 13.
La principale route est en fait la provinciale 86, qui relie les localités de Mburucuyá et de Palmar Grande, et qui traverse le parc en direction est-ouest. Le parc se situe à 30 km de Mburucuyá.

## Flore
Le parc comprend des forêts, des steppes, des pâturages et des étangs. Certaines espèces typiques : le quebracho colorado du Chaco (Schinopsis balansae), le quebracho blanco (Aspidosperma quebracho-blanco), l'urunday (Astronium balansae), le viraró, le prosopis, le palmier caranday (Trithrinax brasiliensis), le pindó (Syagrus romanzoffiana), le timbó (Enterolobium contortisiliquum) le laurier laurus nobilis, le butia argentin (Butia yatay), diverses graminées dans les zones steppiques sèches, de même que diverses espèces xérophiles.

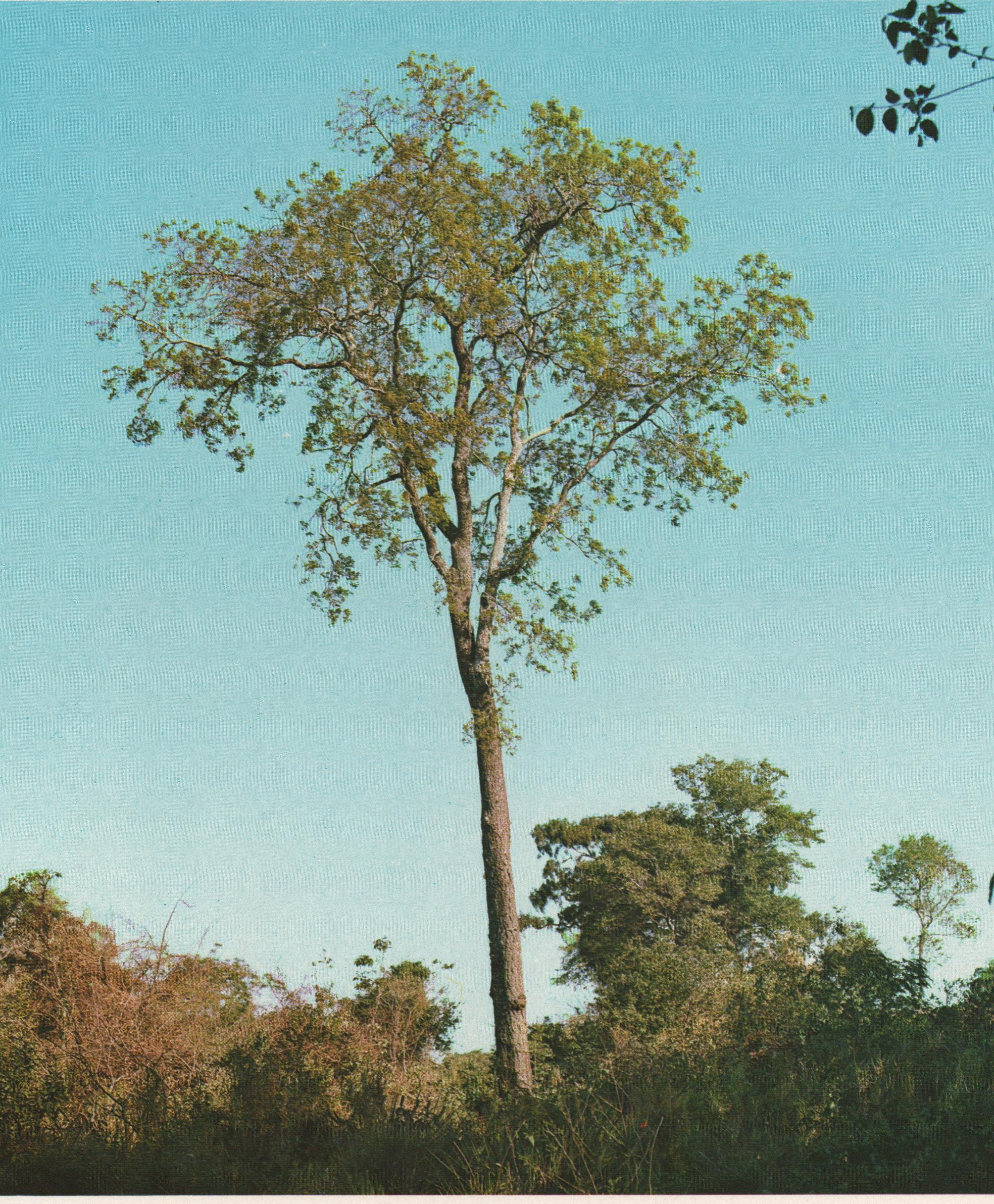
Urunday (Astronium balansae)
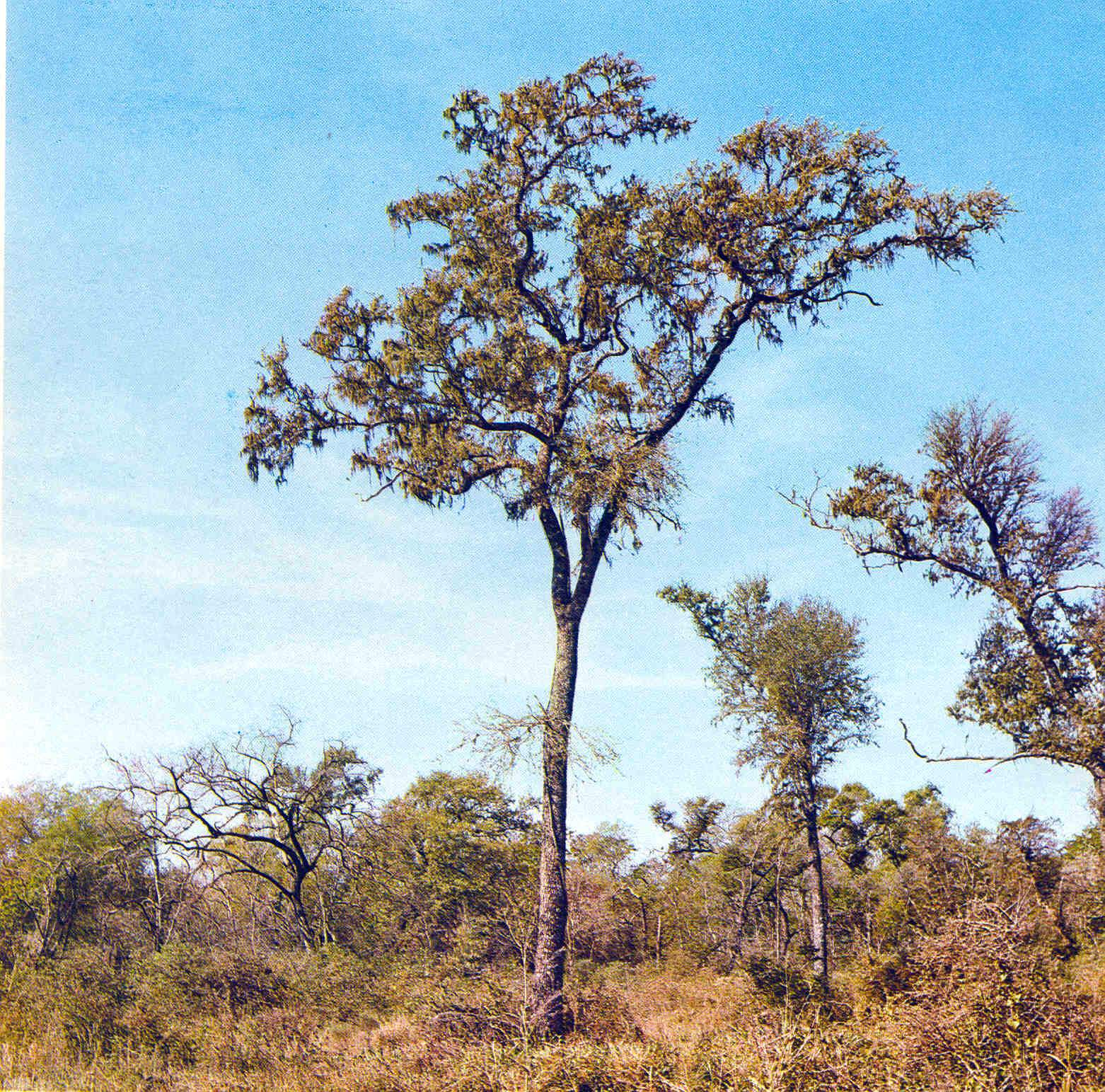
Quebracho colorado ou Schinopsis balansae.
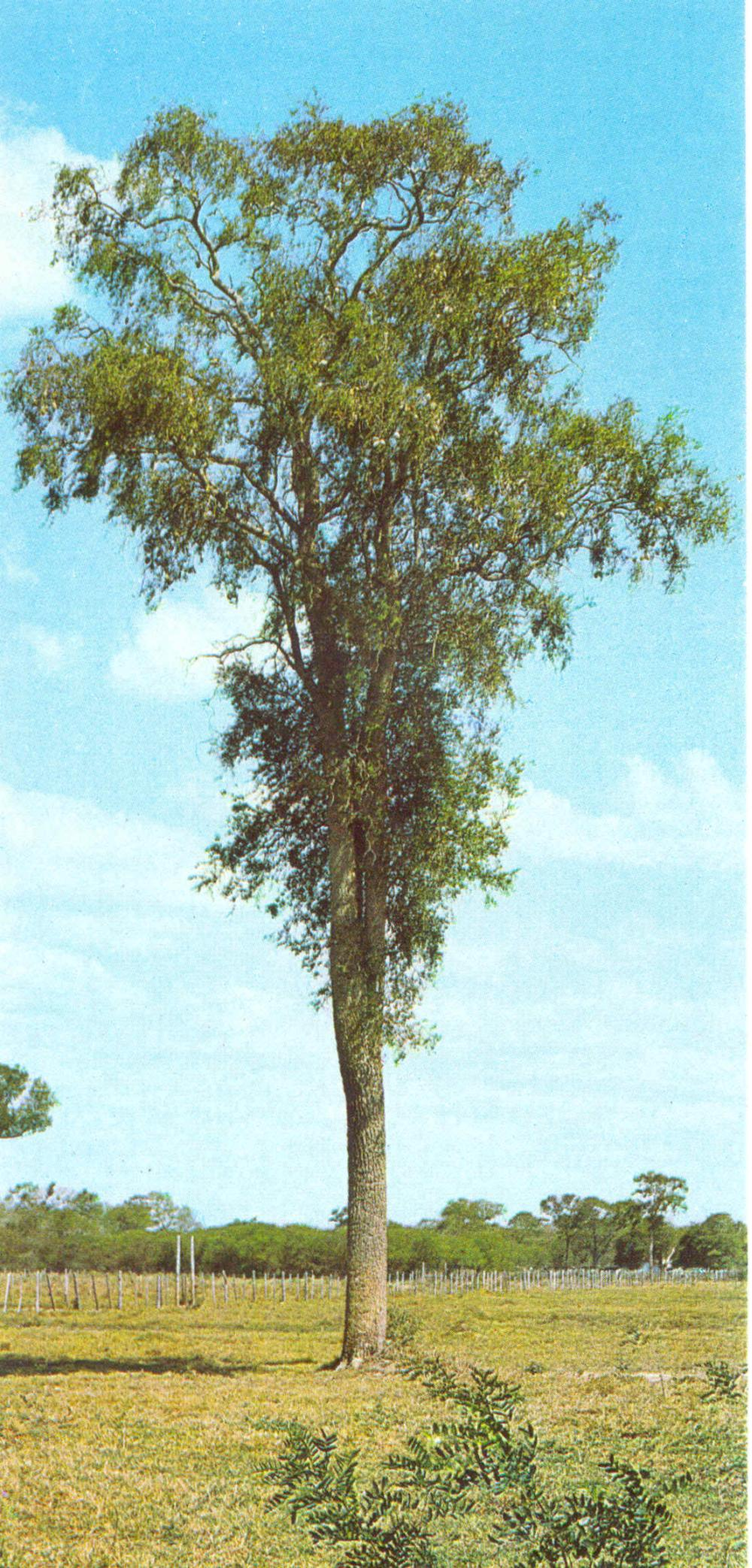
Quebracho blanco (Aspidosperma quebracho-blanco).

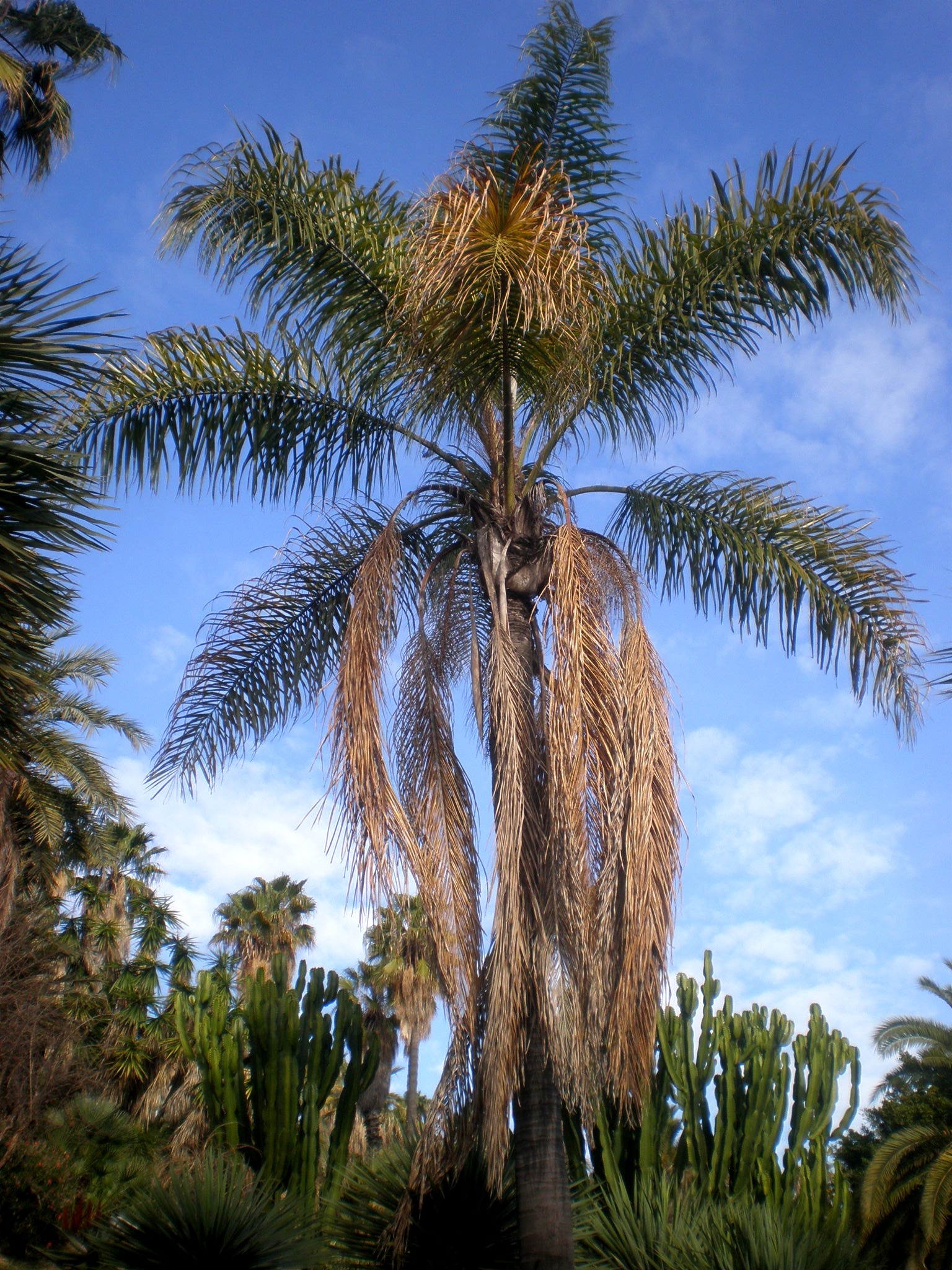
Pindó (Syagrus romanzoffiana)
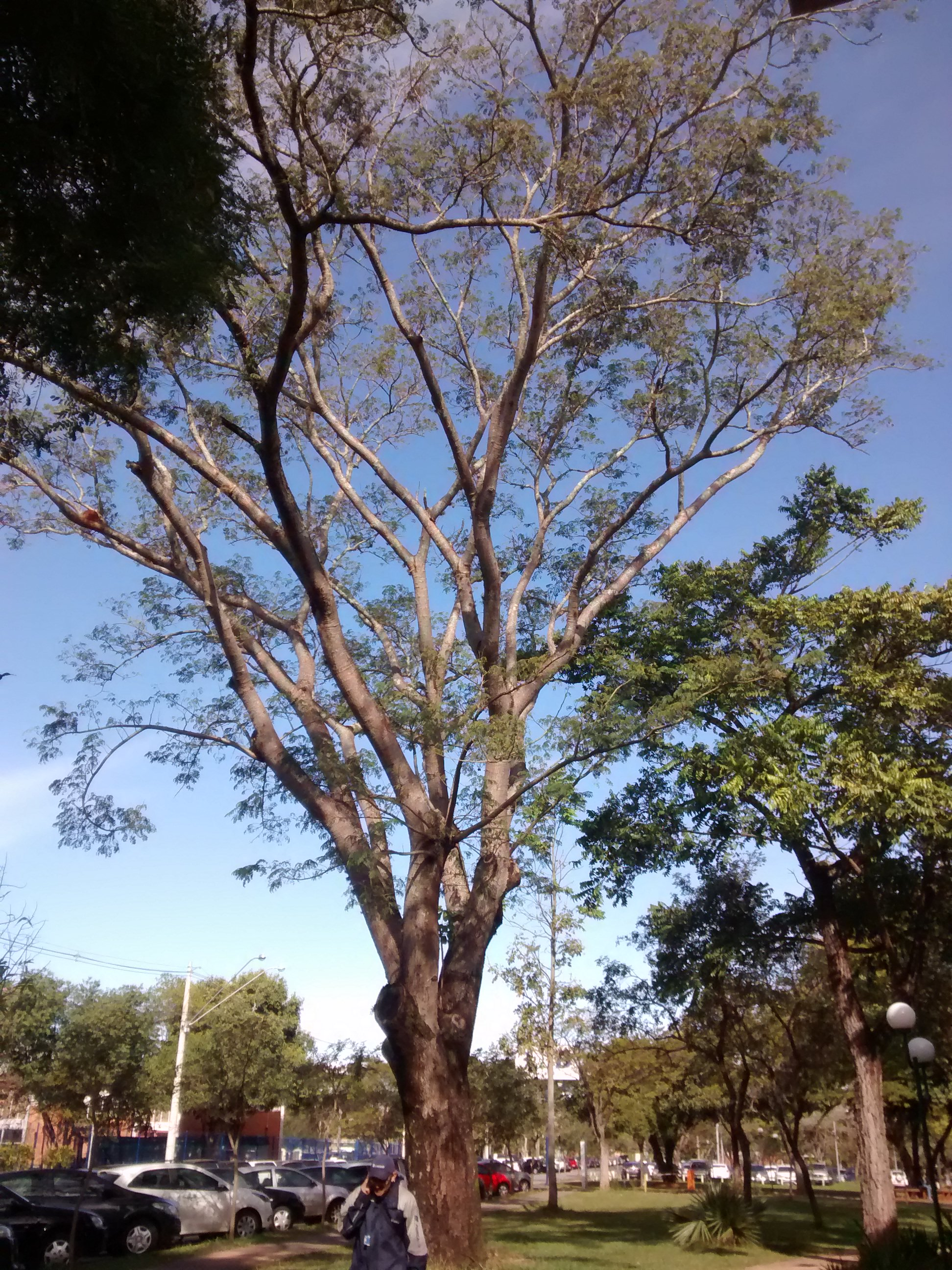
Timbó (Enterolobium contortisiliquum)
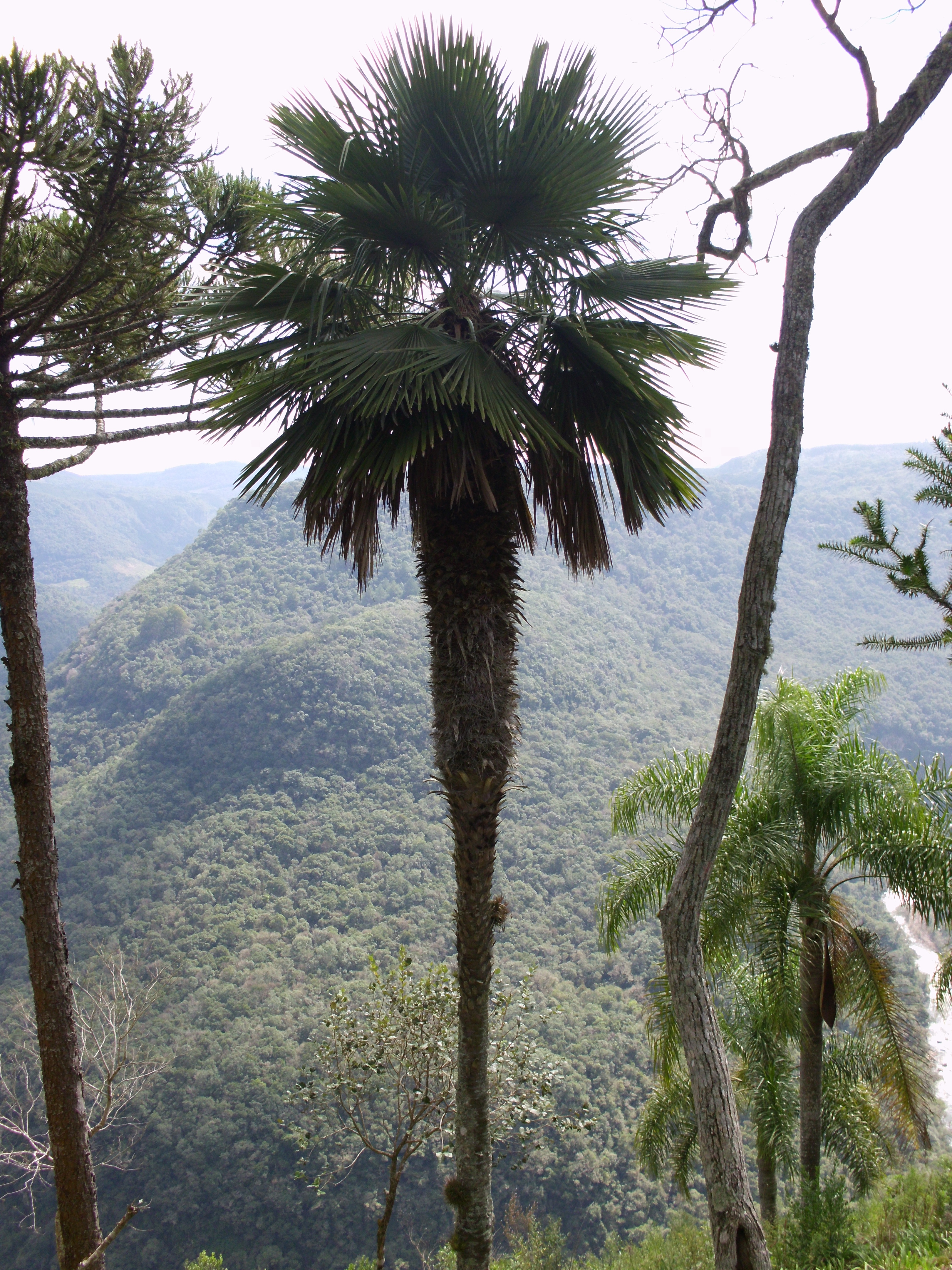
Caranday (Trithrinax brasiliensis), encore appelé Trithrinax acanthocoma.

## Faune

### Mammifères
La richesse faunistique est importante et combine des espèces paranéennes et chaquéennes. Il faut souligner la présence du cerf des marais (Blastocerus dichotomus) et du loup à crinière (Chrysocyon brachyurus), deux espèces menacées. Autres espèces caractéristiques : la loutre à longue queue (Lontra longicaudis), le renard d'Aszara (Lycalopex gymnocercus), le daguet gris (Mazama gouazoupira), le singe hurleur noir (Alouatta caraya), le ragondin (Myocastor coypus), le capybara (Hydrochaeris hydrochaeris), le tamandoua (Tamandua tetradactyla), l'ocelot (Leopardus pardalis) et le chat de Geoffroy (Leopardus geoffroyi).

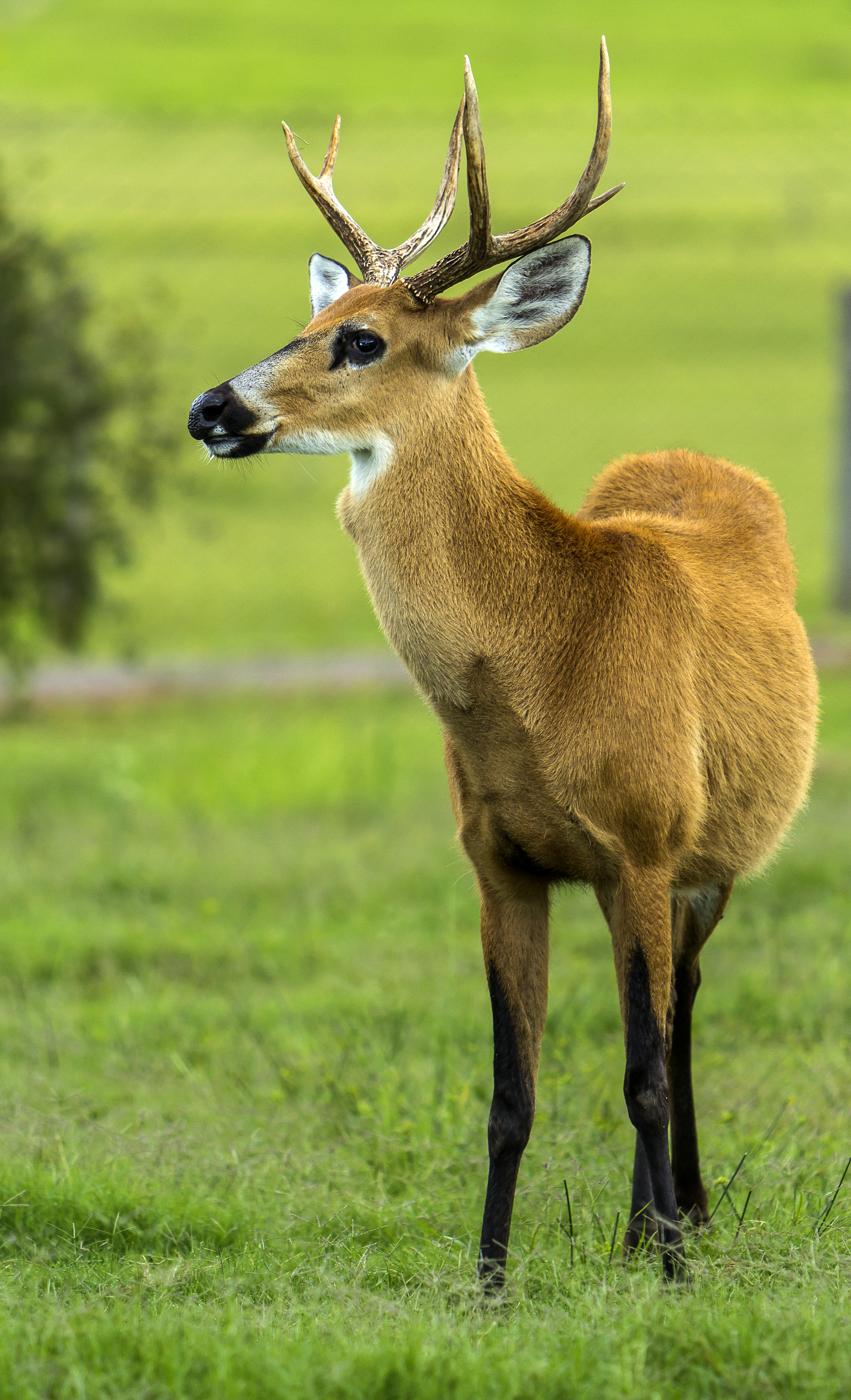
Cerf des marais mâle (Blastocerus dichotomus)
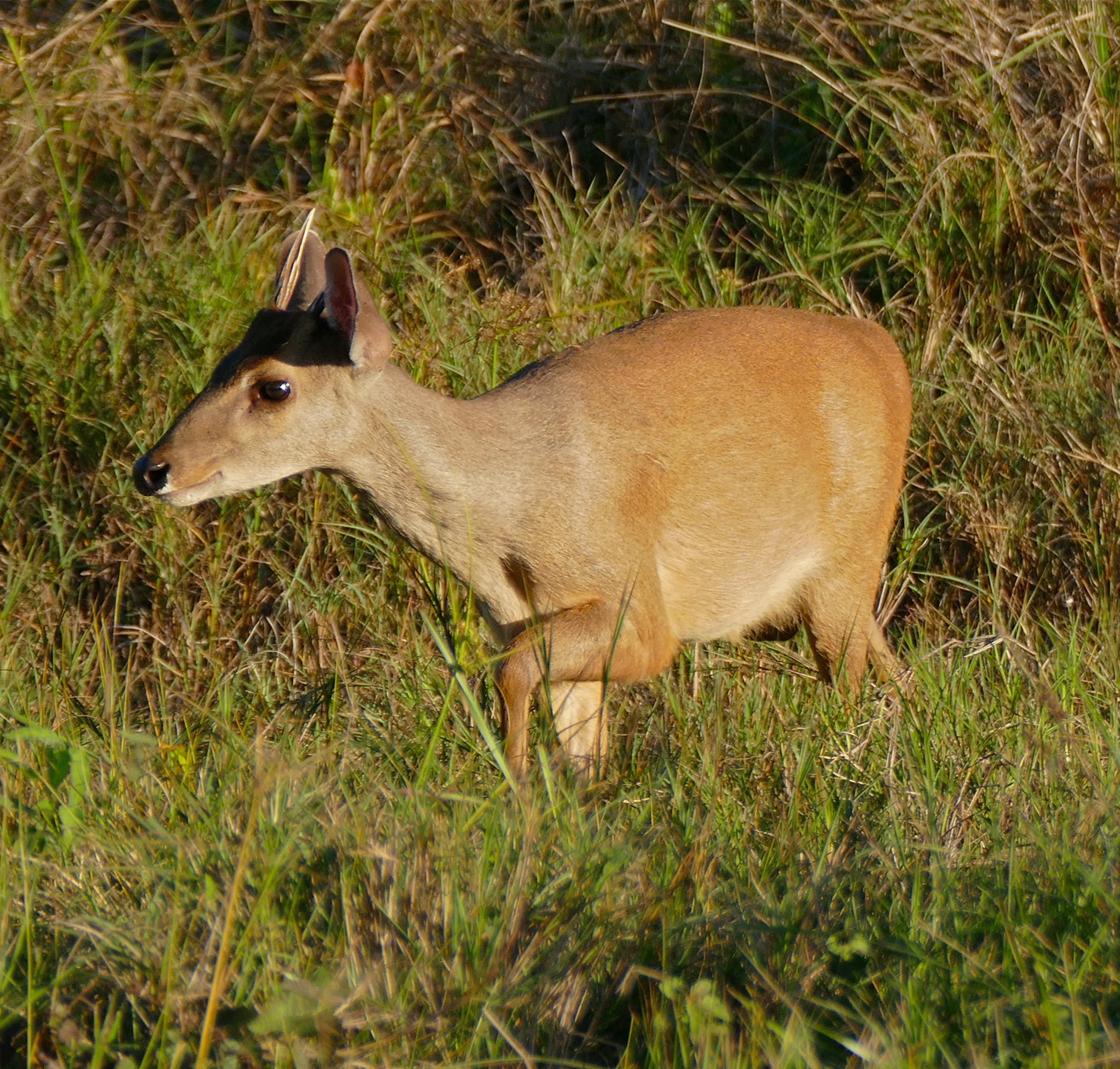
Daguet gris (Mazama gouazoupira)
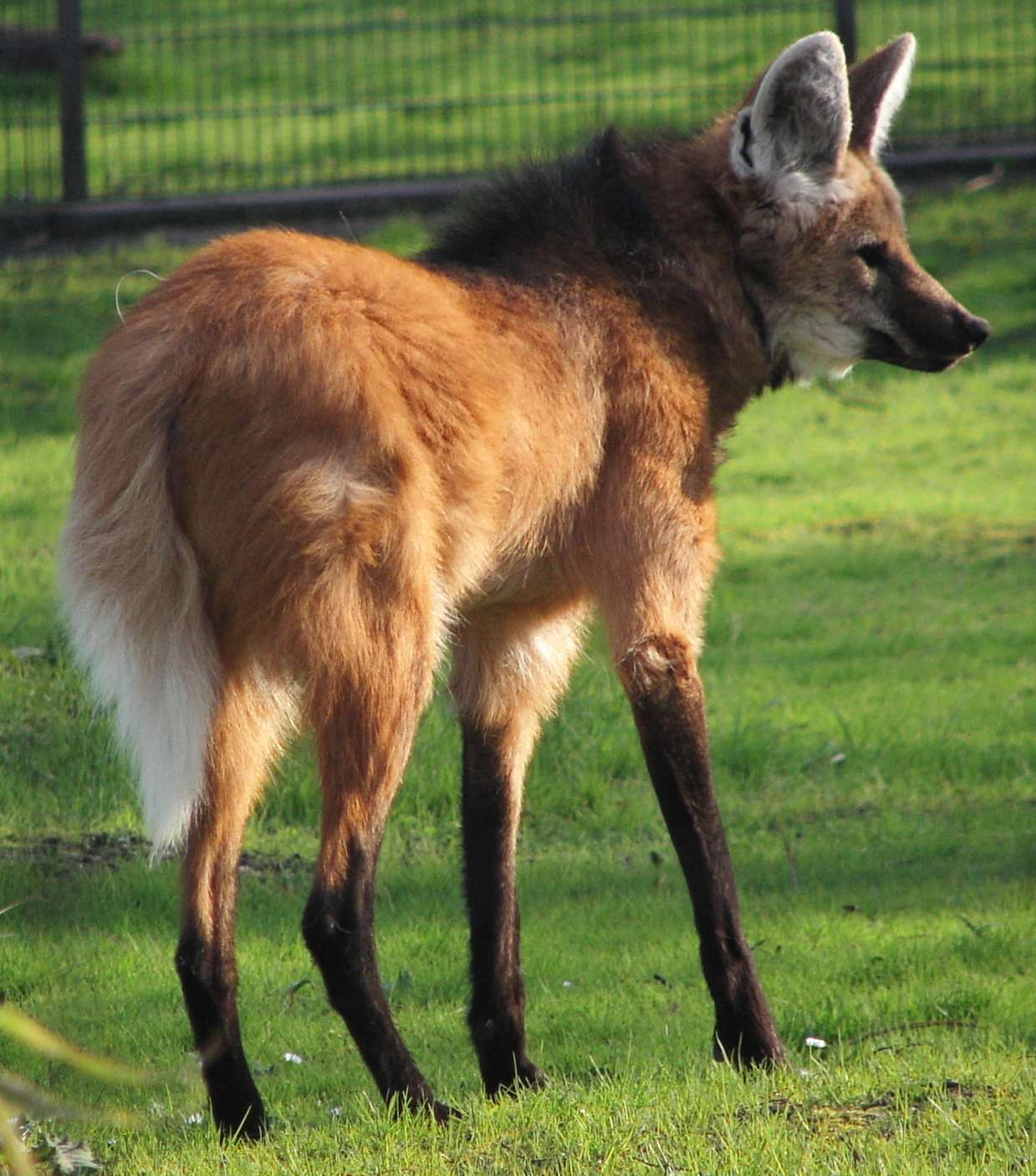
Loup à crinière (Chrysocyon brachyurus)

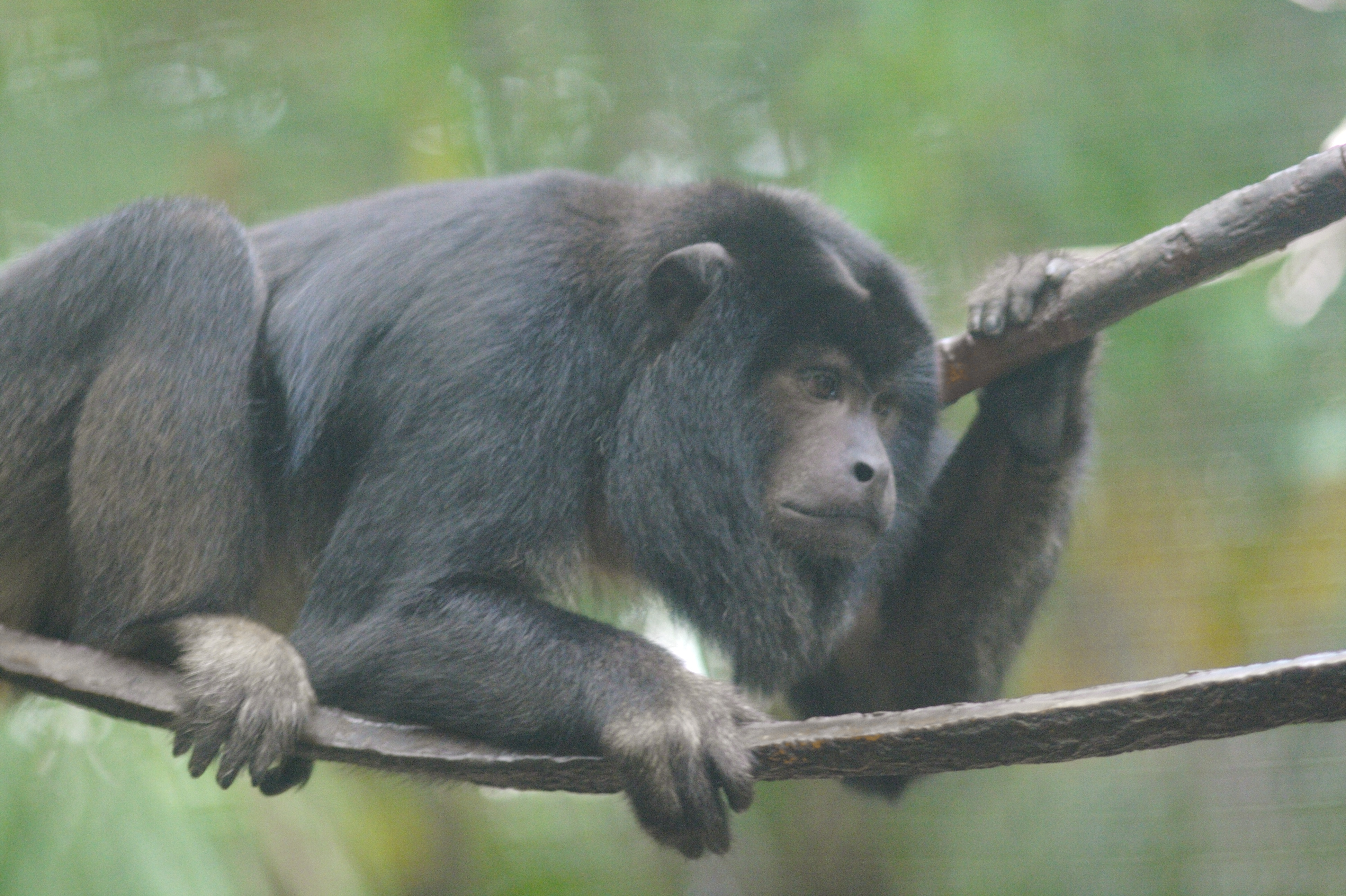
Hurleur noir (Alouatta caraya)
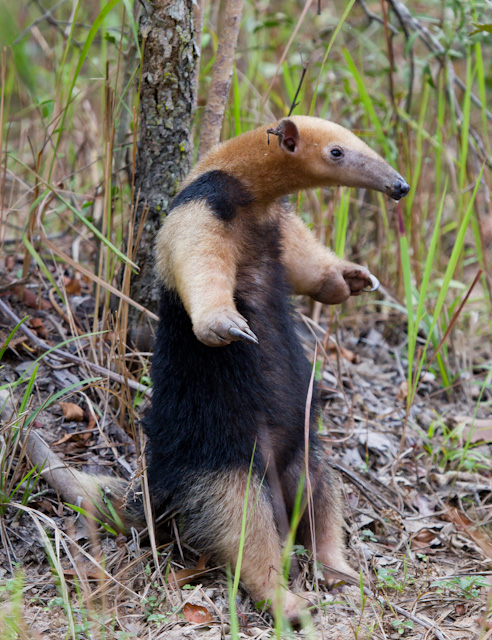
Tamandoua (Tamandua tetradactyla)
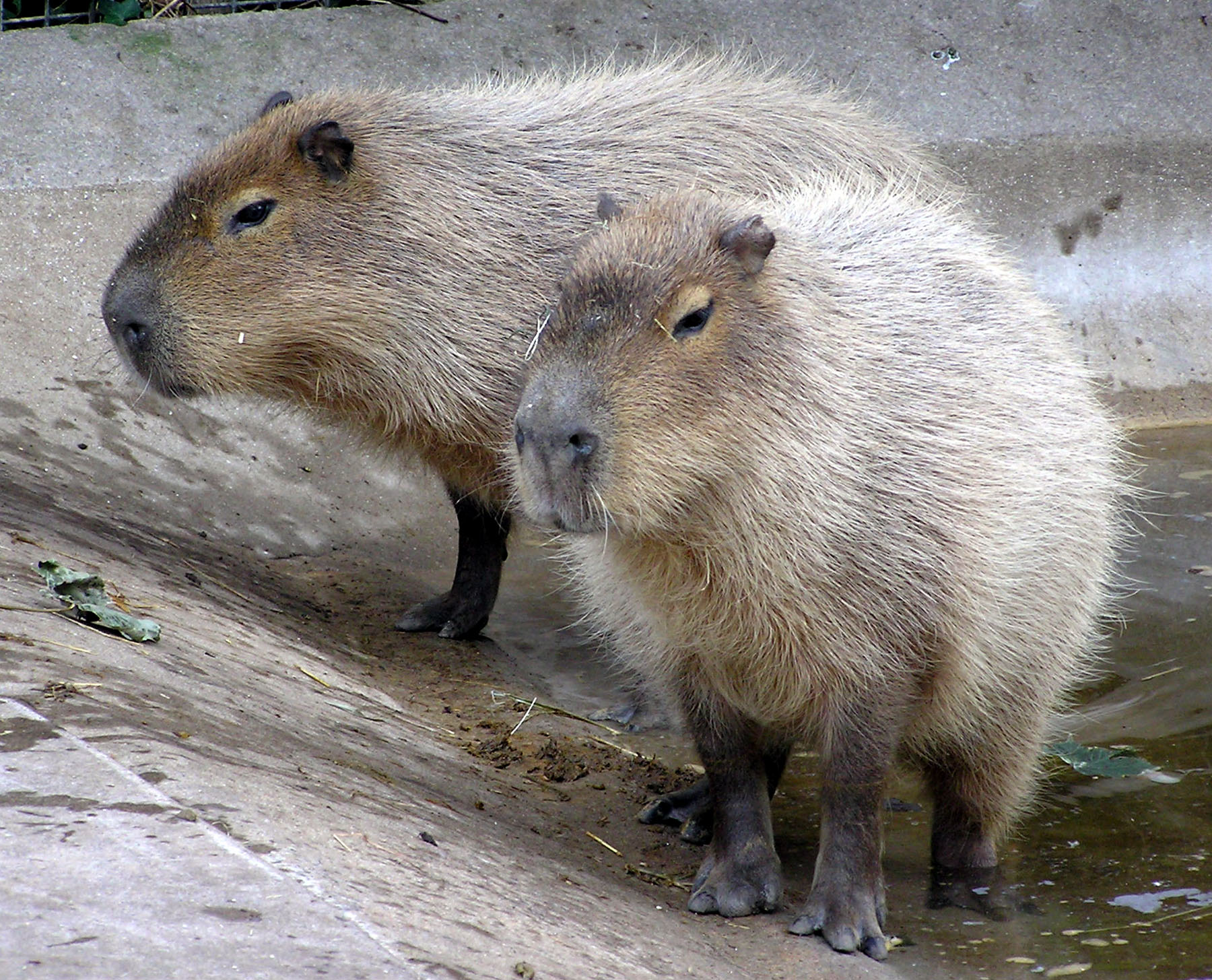
Capybaras (Hydrochaeris hydrochaeris)

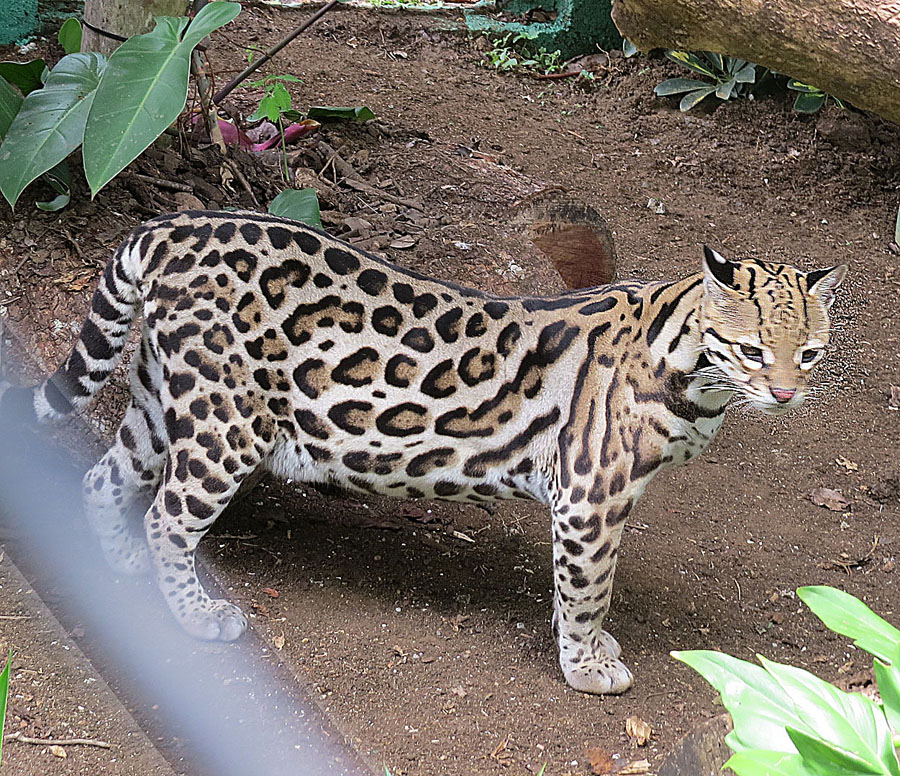
Ocelot (Leopardus pardalis)
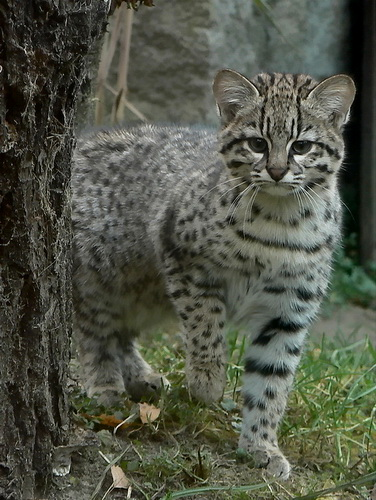
Chat de Geoffroy (Leopardus geoffroyi).
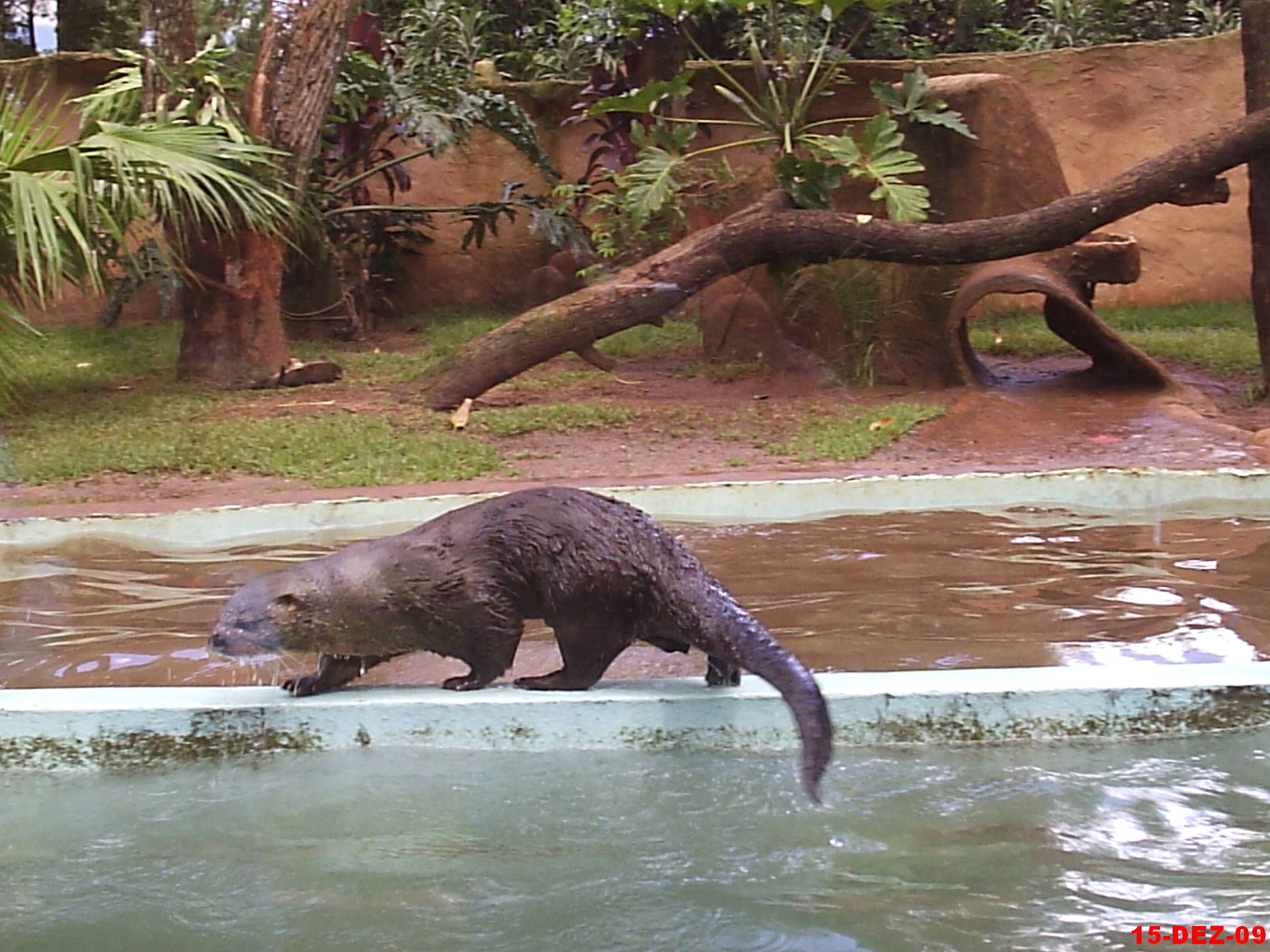
Loutre à longue queue (Lontra longicaudis)

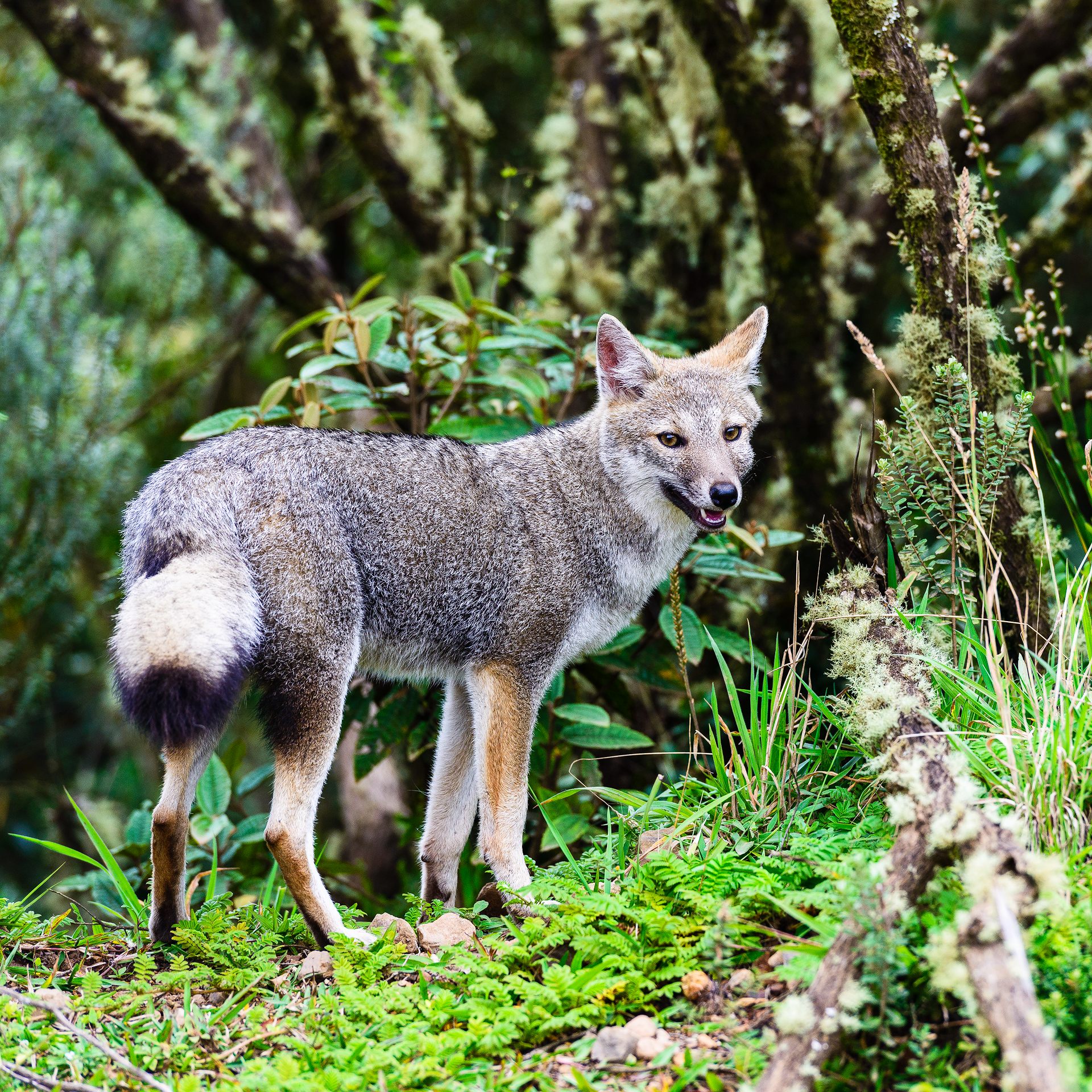
Le renard d'Aszara (Lycalopex gymnocercus) est un renard de taille moyenne. Les individus pèsent de 4 à 6 kilos.

### Oiseaux
Jusqu'à présent, on a relevé la présence d'un total de 294 espèces d'oiseaux sur un total de plus ou moins 1.000 pour toute l'Argentine (total mondial : 10.400). Ainsi sur ce petit morceau de territoire d'une superficie n'excédant pas un quinze-millième de % de la surface de l'Argentine, se retrouvent près de 30% des espèces d'oiseaux du pays, ce qui est remarquable.
Parmi ces espèces, 12 se trouvent globalement menacées, comme le sporophile des marais (Sporophila palustris), la pépoaza (monjita dominica) (Heteroxolmis dominicana) et le moucherolle à queue large (yetapá à collier) (Alectrurus risora). Les lieux présentent une grande diversité, étant donné la confluence des écorégions du Chaco, du Paraná et de la steppe de l'espinal. On a aussi observé des espèces migratrices boréales comme le Goglu des prés (Dolichonyx oryzivorus), le milan du Mississippi (Ictinia mississippiensis), la maubèche des champs (Bartramia longicauda).
Autres espèces observées et remarquables: 
- Le héron flûte-du-soleil (Syrigma sibilatrix)
- Le faucon aplomado (Falco femoralis)
- Le carouge safran (Xanthopsar flavus)
- La chevêche des terriers (Speotyto cunicularia)
- Le tyranneau barbu (Polystictus pectoralis)
- L' hirondelle fardée (Stelgidopteryx fucata)
- Le sporophile à gorge sombre (Sporophila ruficollis)
- Le sporophile cannelle (Sporophila cinnamomea)
- Le petit Tardivole (Emberizoides ypiranganus)
- L' embernagre à cinq couleurs (Embernagra platensis)

On peut observer aussi la buse à tête blanche (Busarellus nigricollis), le nandou d'Amérique (Rhea americana), l'engoulevent à faucilles (Eleothreptus anomalus), le pépoaza dominicain (Heteroxolmis dominicana), le tyranneau à queue aiguë (Culicivora caudacuta), le tyranneau barbu (Polystictus pectoralis), le pipit ocré (Anthus nattereri), le sporophile à croupion roux (Sporophila hypochroma).

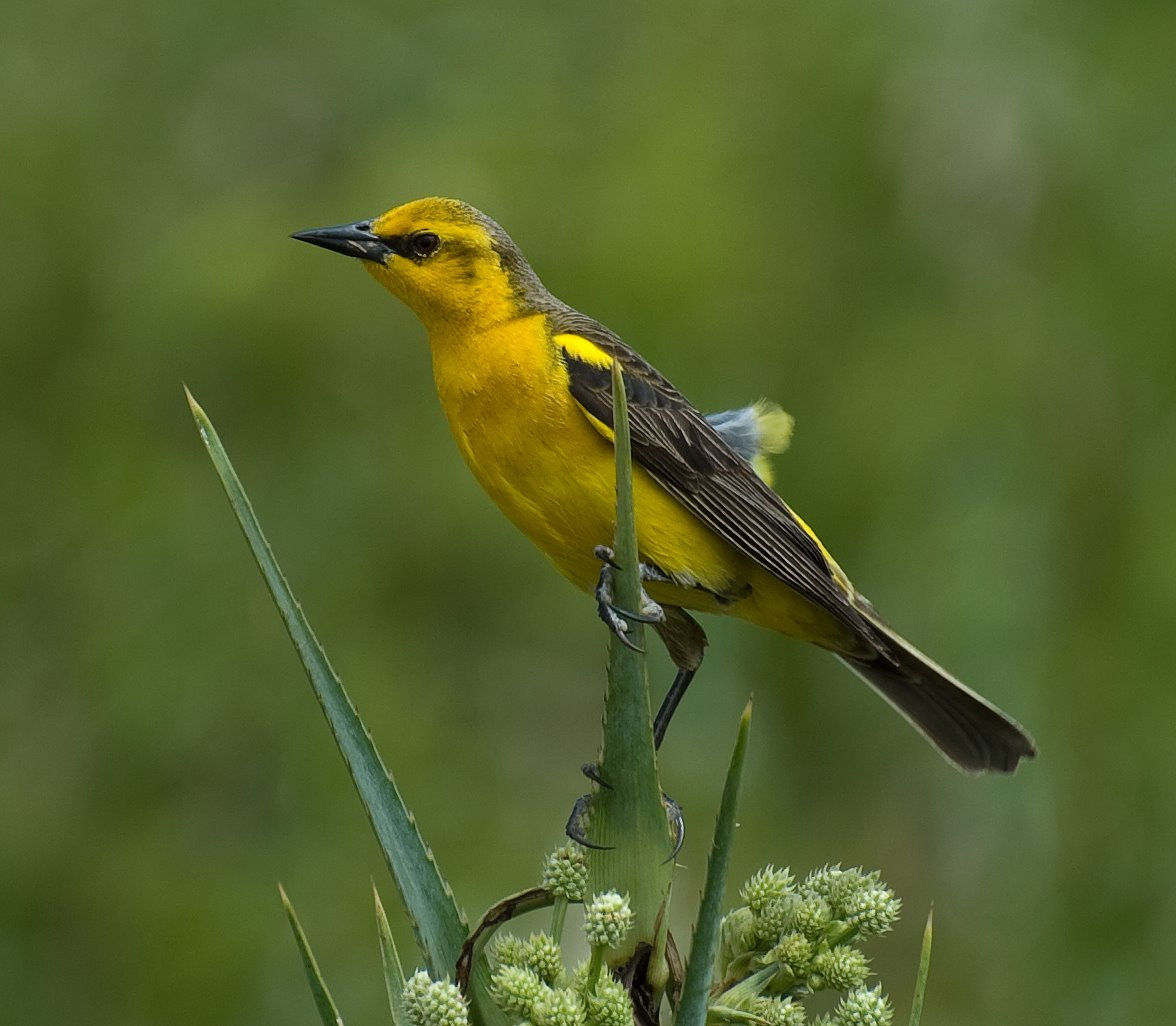
Carouge safran ou Xanthopsar flavus.
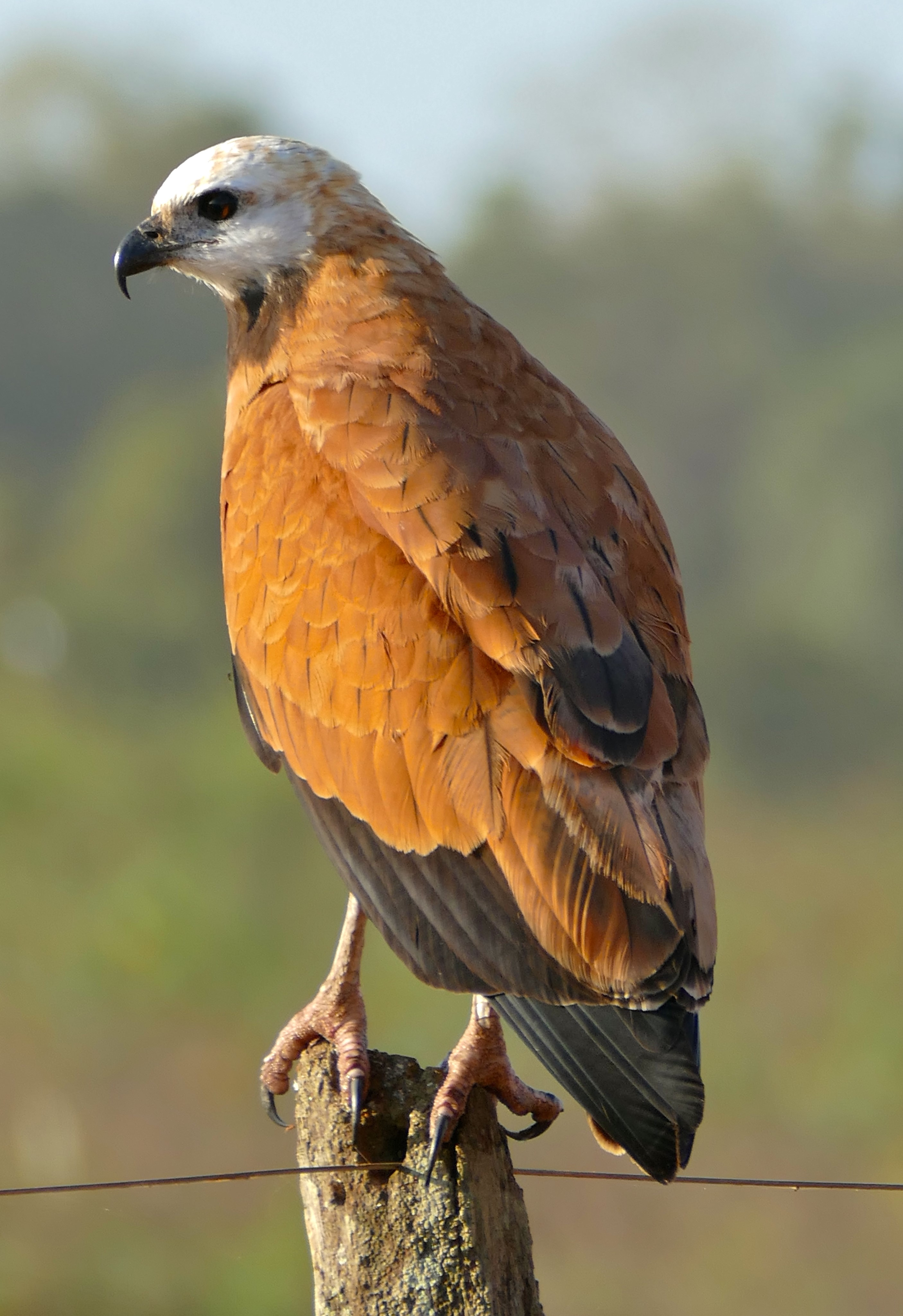
Buse à tête blanche (Busarellus nigricollis)
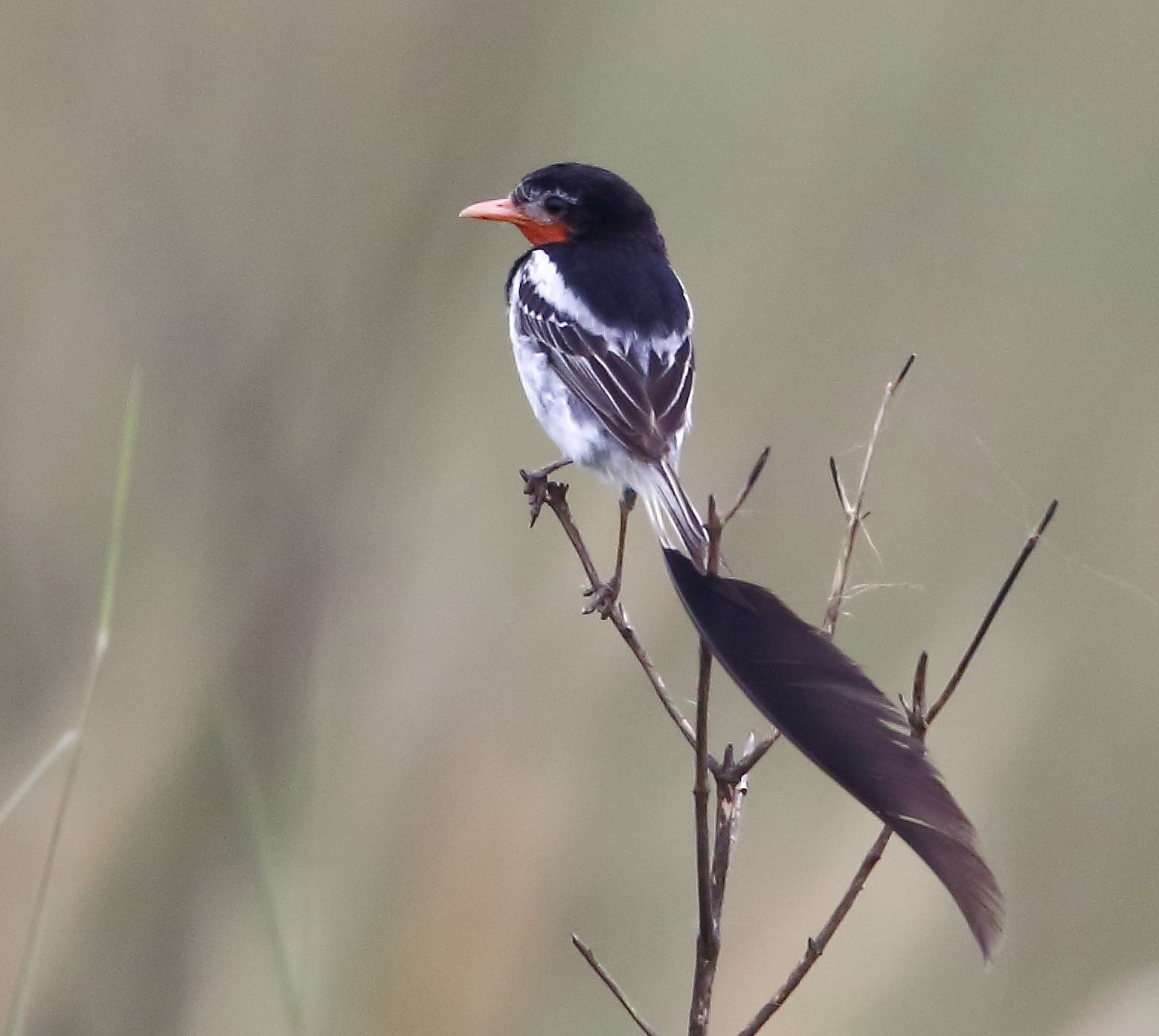
Yetapa risoria ou moucherolle à queue large, mâle (Alectrurus risora).

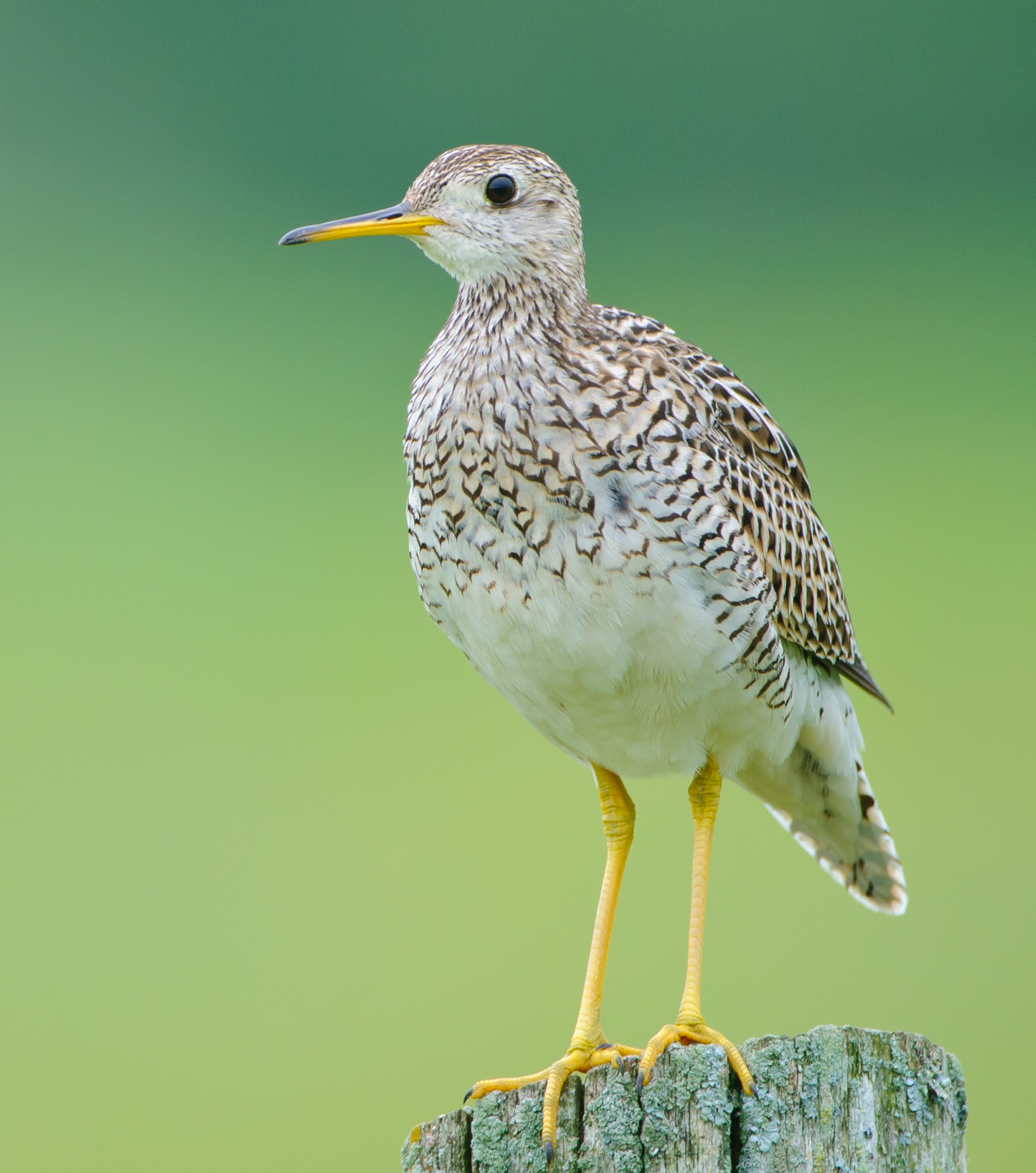
Maubèche des champs (Bartramia longicauda).
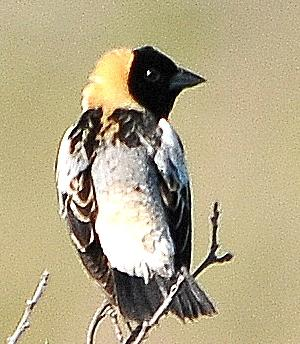
Goglu des prés (Dolichonyx oryzivorus)
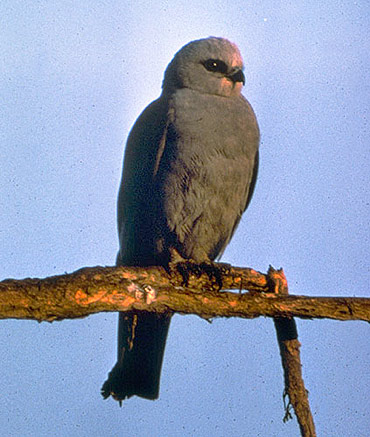
Milan du Mississippi (Ictinia mississippiensis)

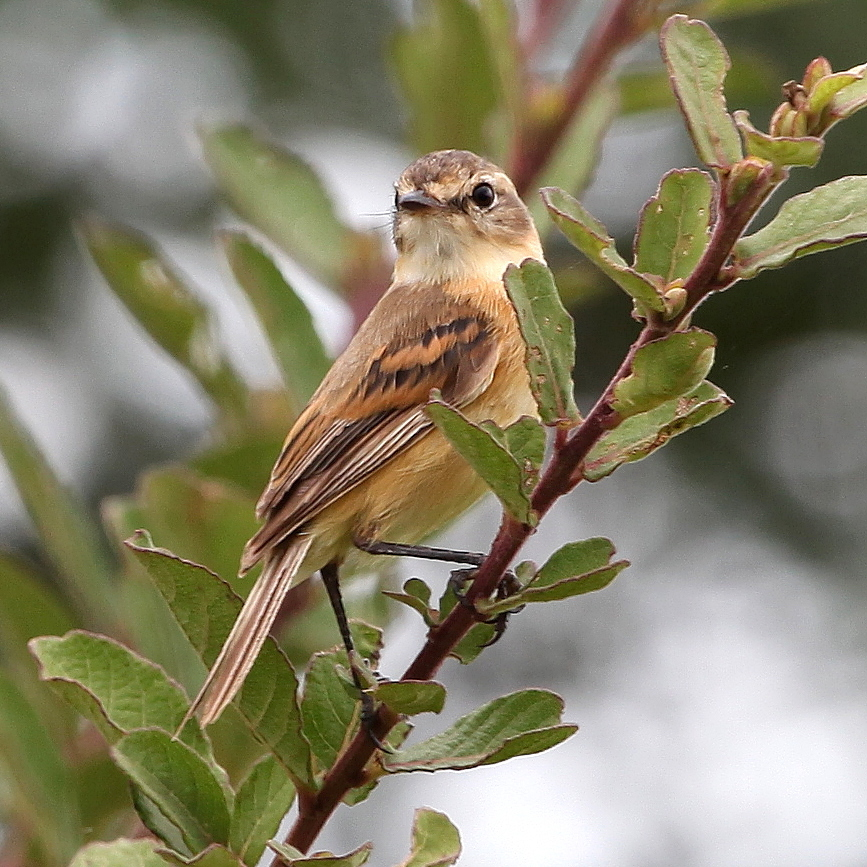
Tyranneau barbu (Polystictus pectoralis)
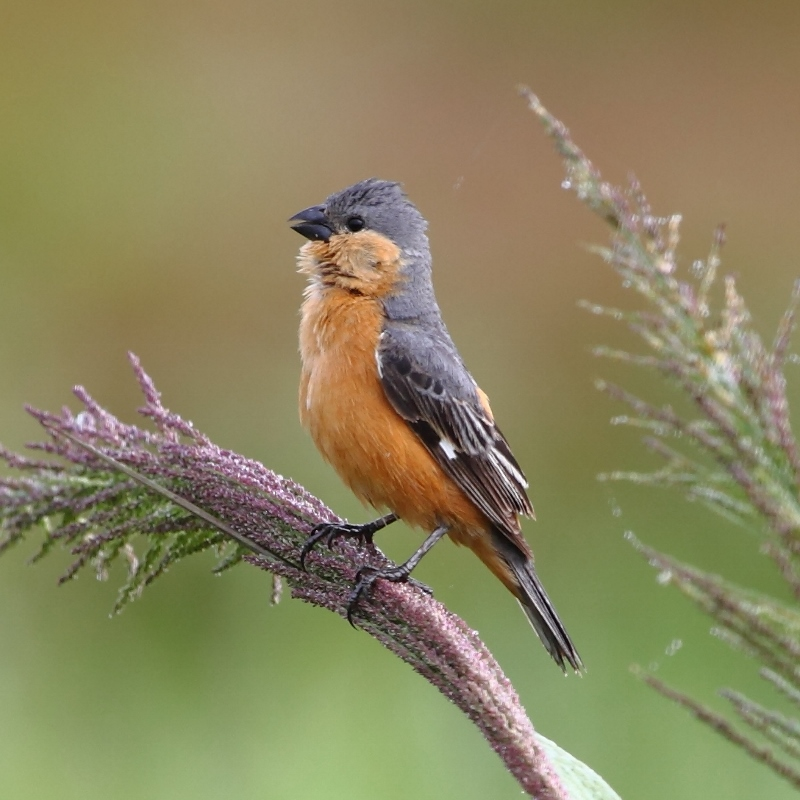
Sporophile à ventre fauve mâle (Sporophila hypoxantha)
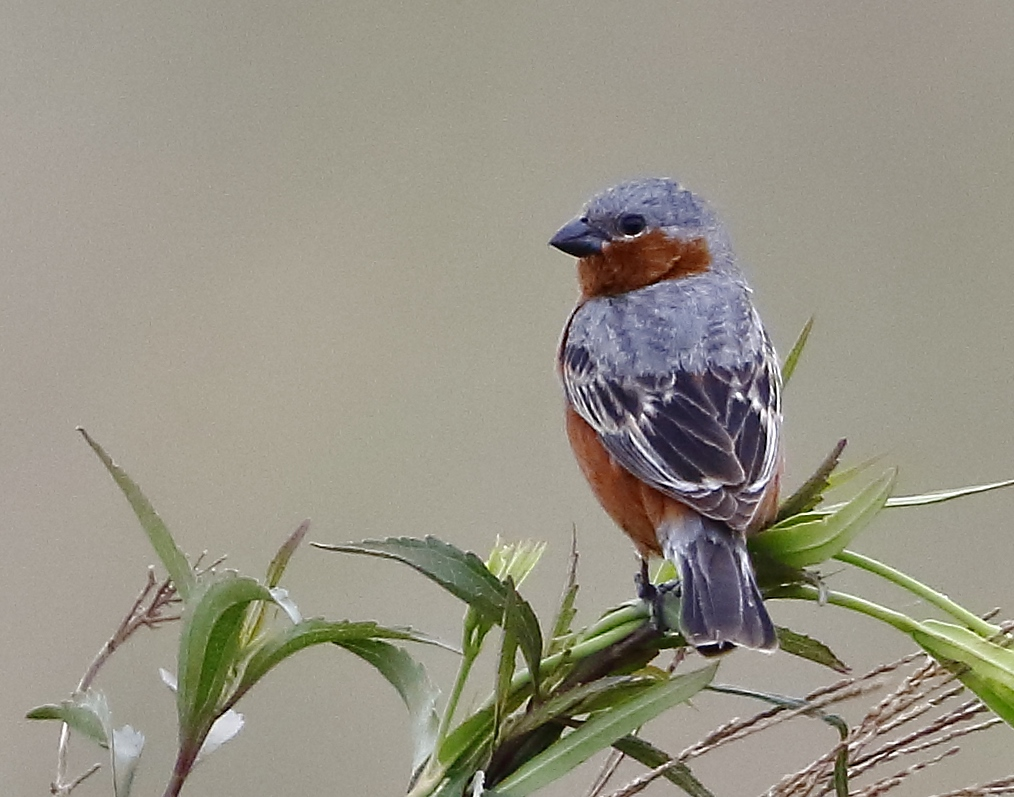
Sporophile à croupion roux mâle (Sporophila hypochroma)

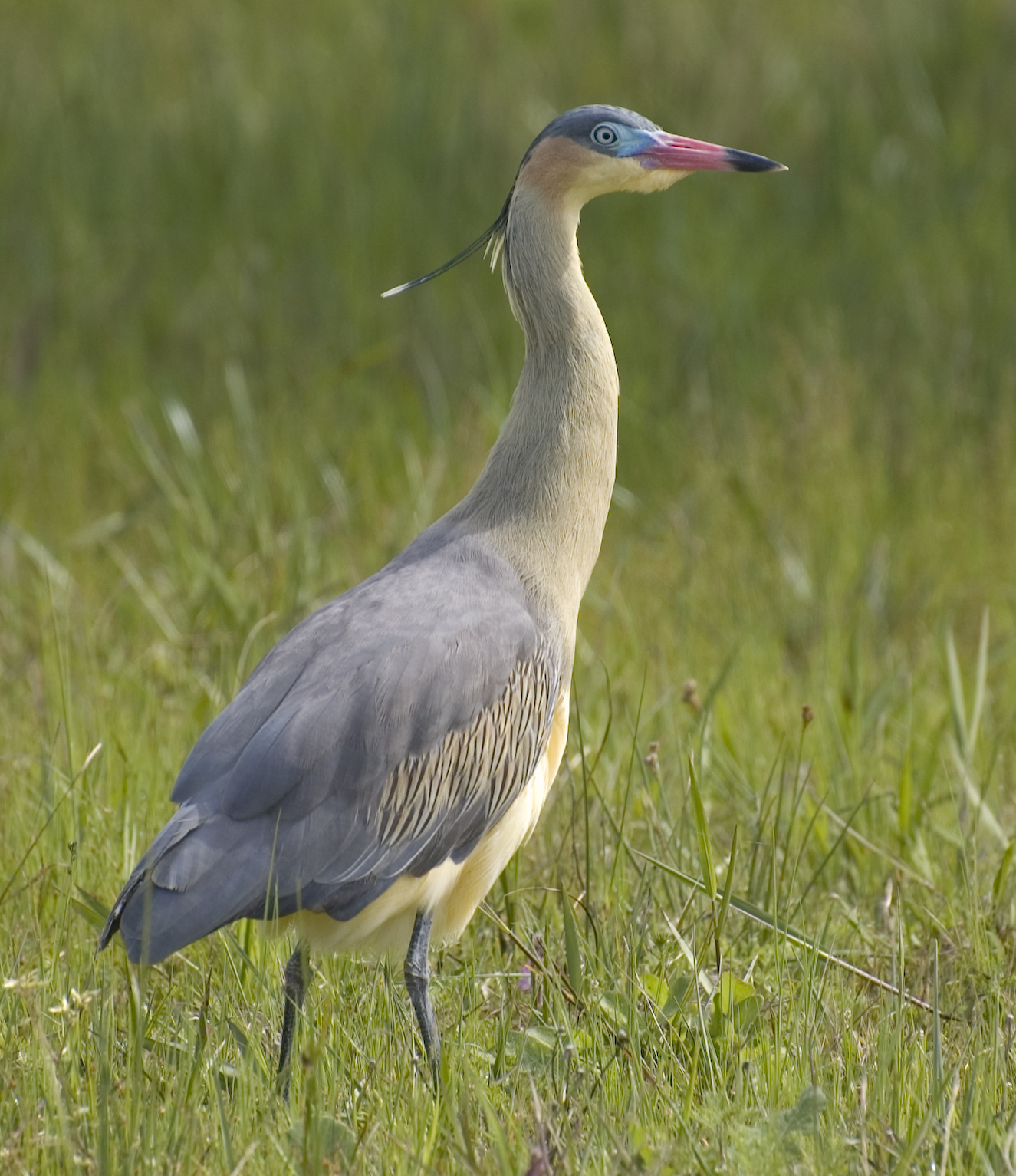
Héron flûte-du-soleil (Syrigma sibilatrix)
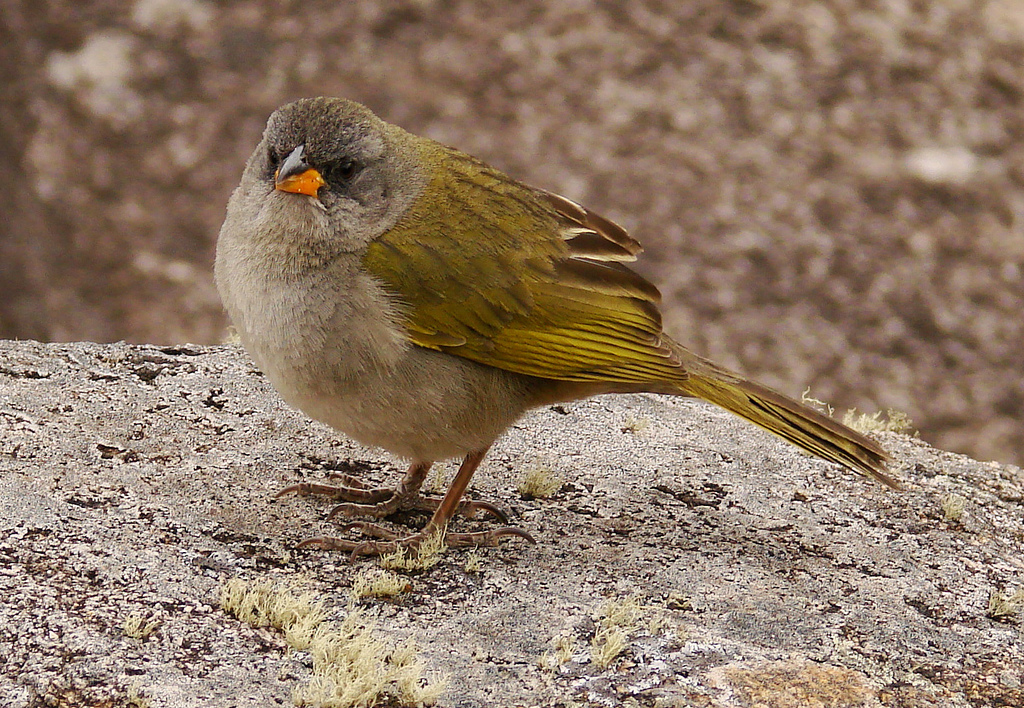
Embernagre à cinq couleurs (Embernagra longicauda)
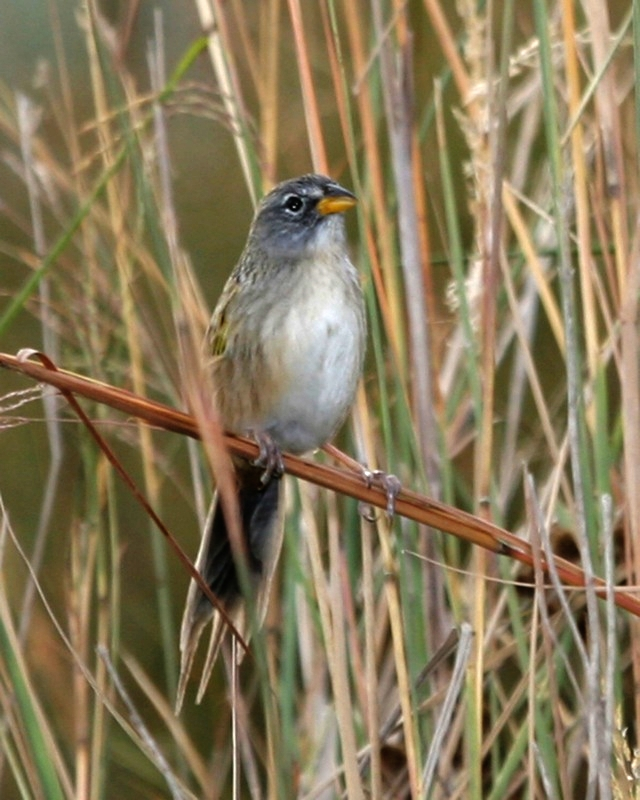
Petit Tardivole (Emberizoides ypiranganus)

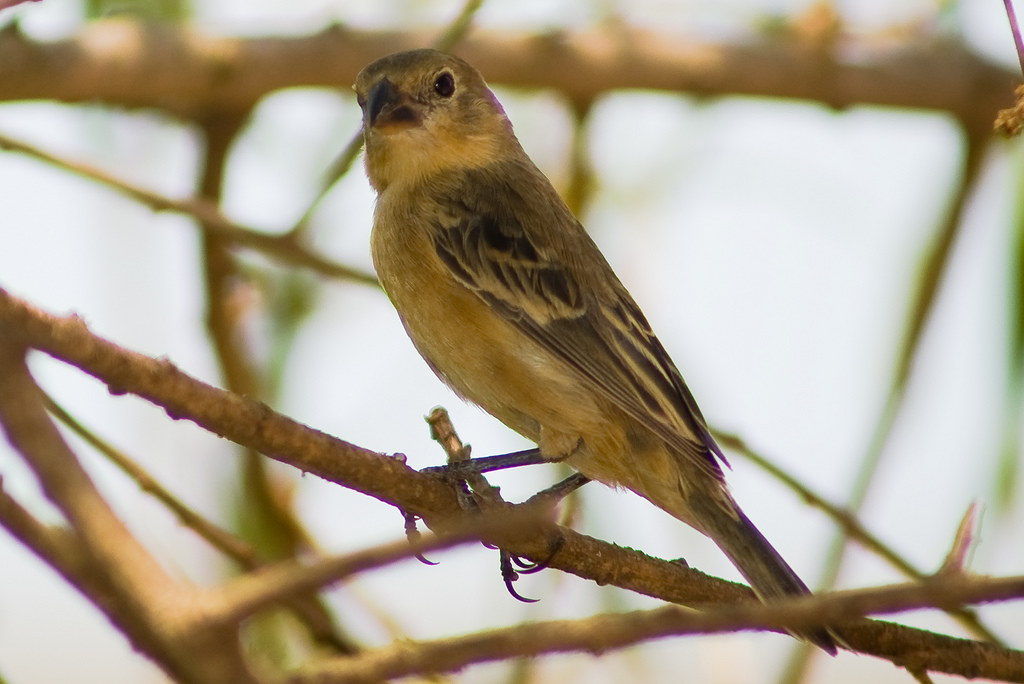
Sporophile des marais (Sporophila palustris)
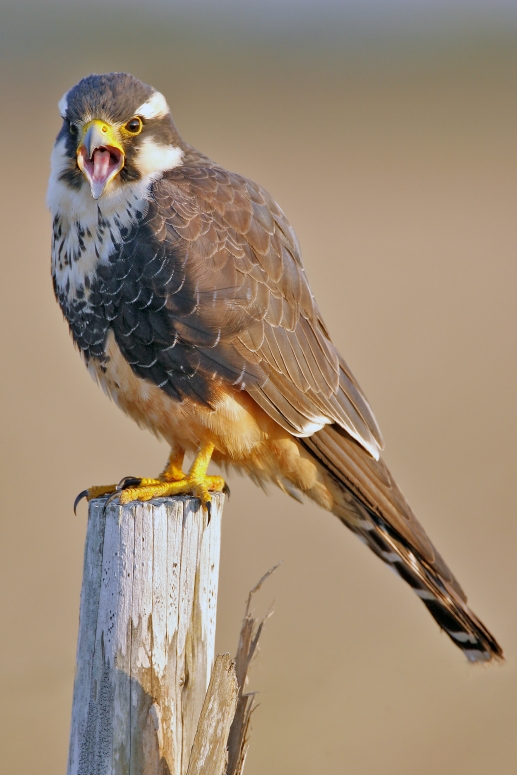
Faucon aplomado (Falco femoralis)
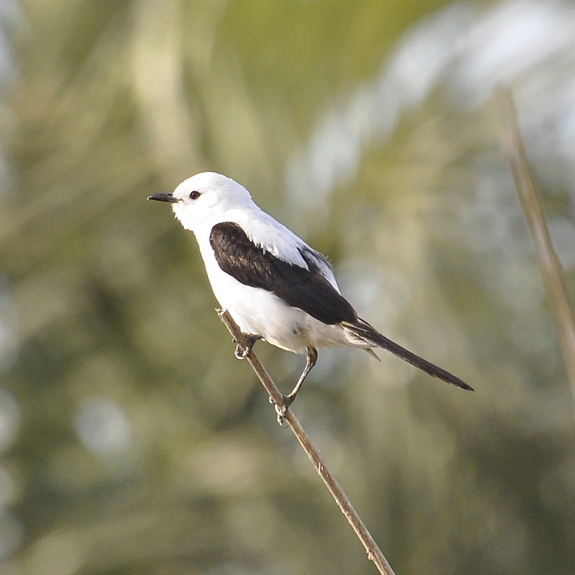
Pépoaza dominicain (Heteroxolmis dominicana)

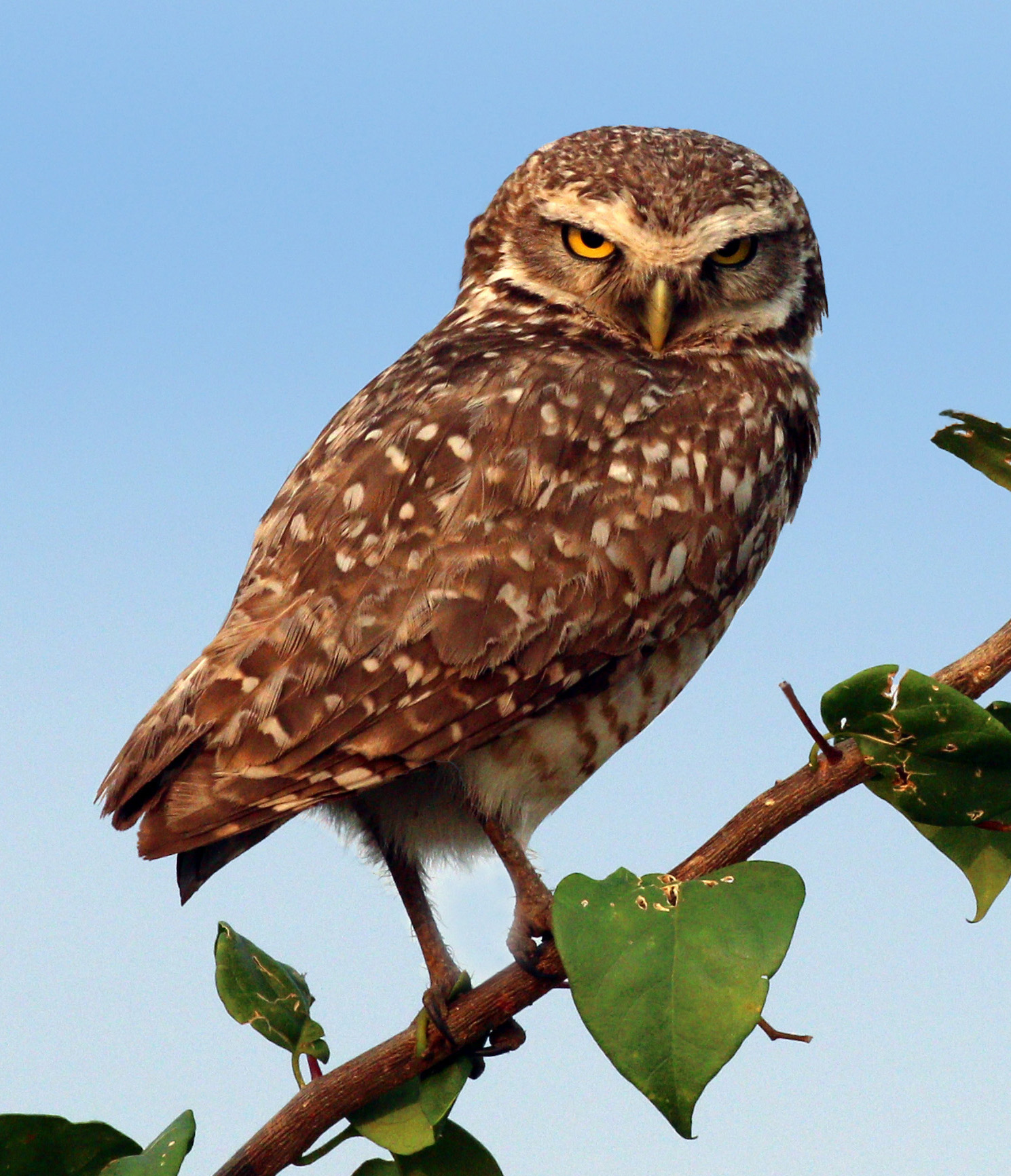
Chevêche des terriers (Speotyto cunicularia)
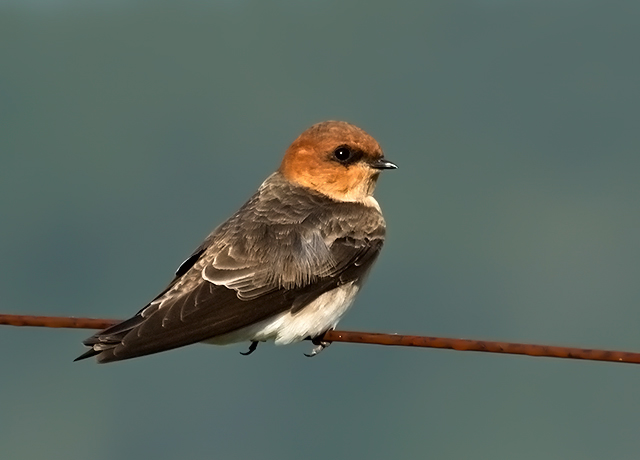
Hirondelle fardée (Stelgidopteryx fucata) ou Alopochelidon fucata.
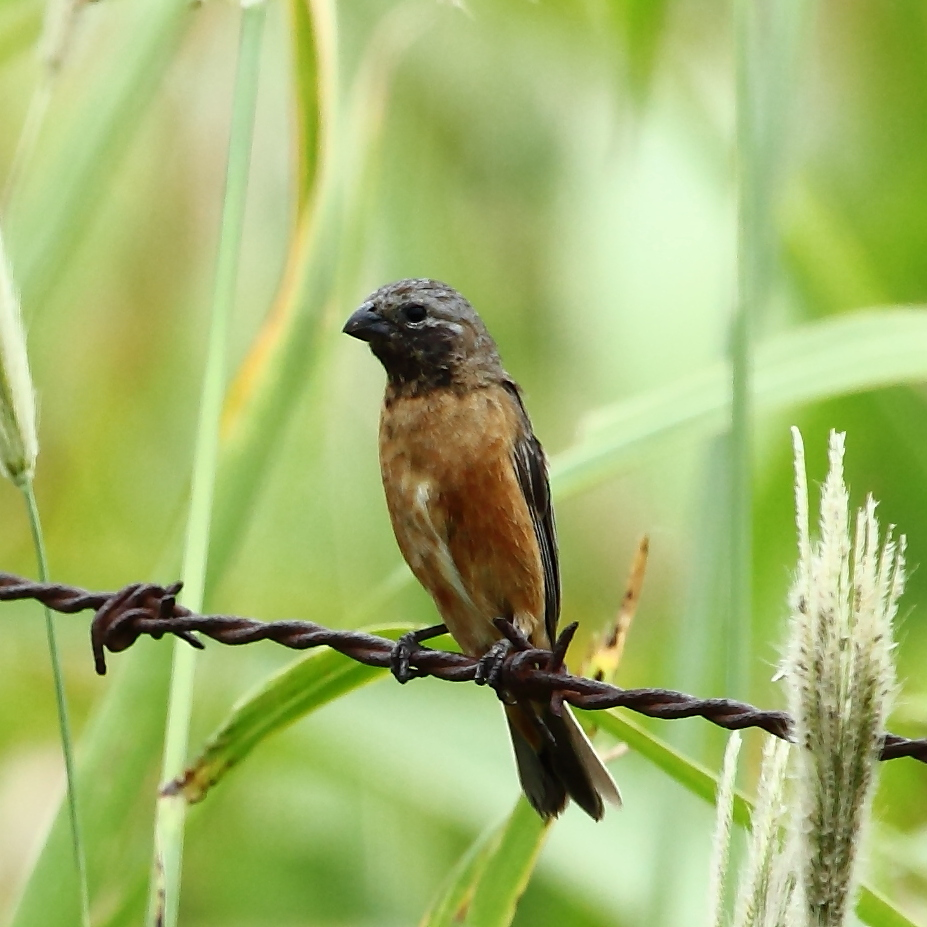
Sporophile à gorge sombre (Sporophila ruficollis)

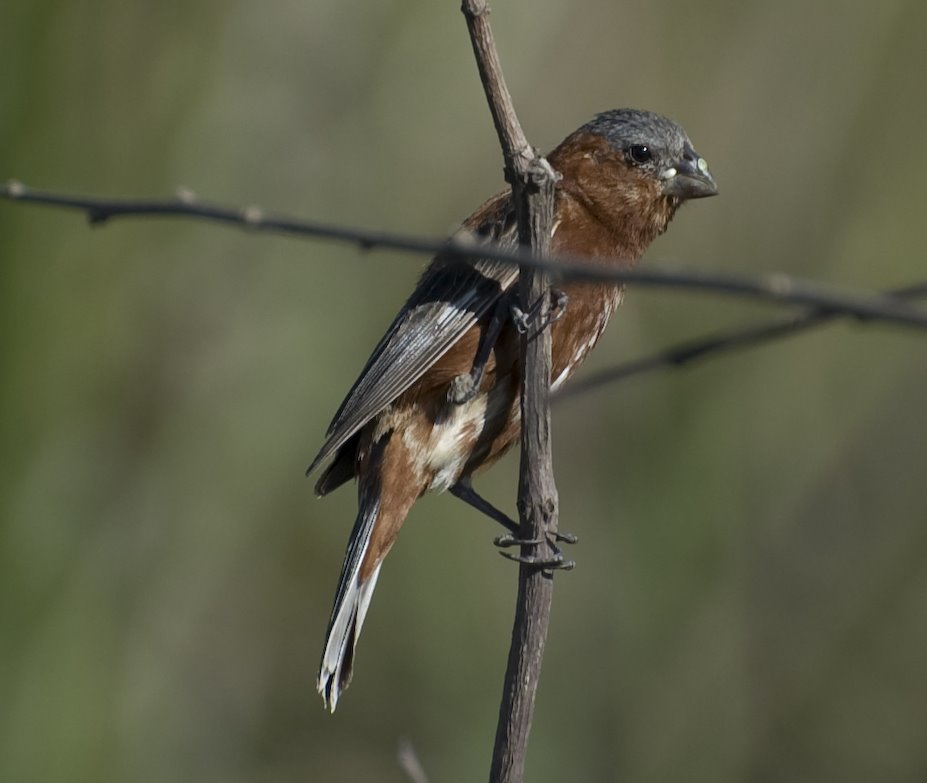
Sporophile cannelle (Sporophila cinnamomea)
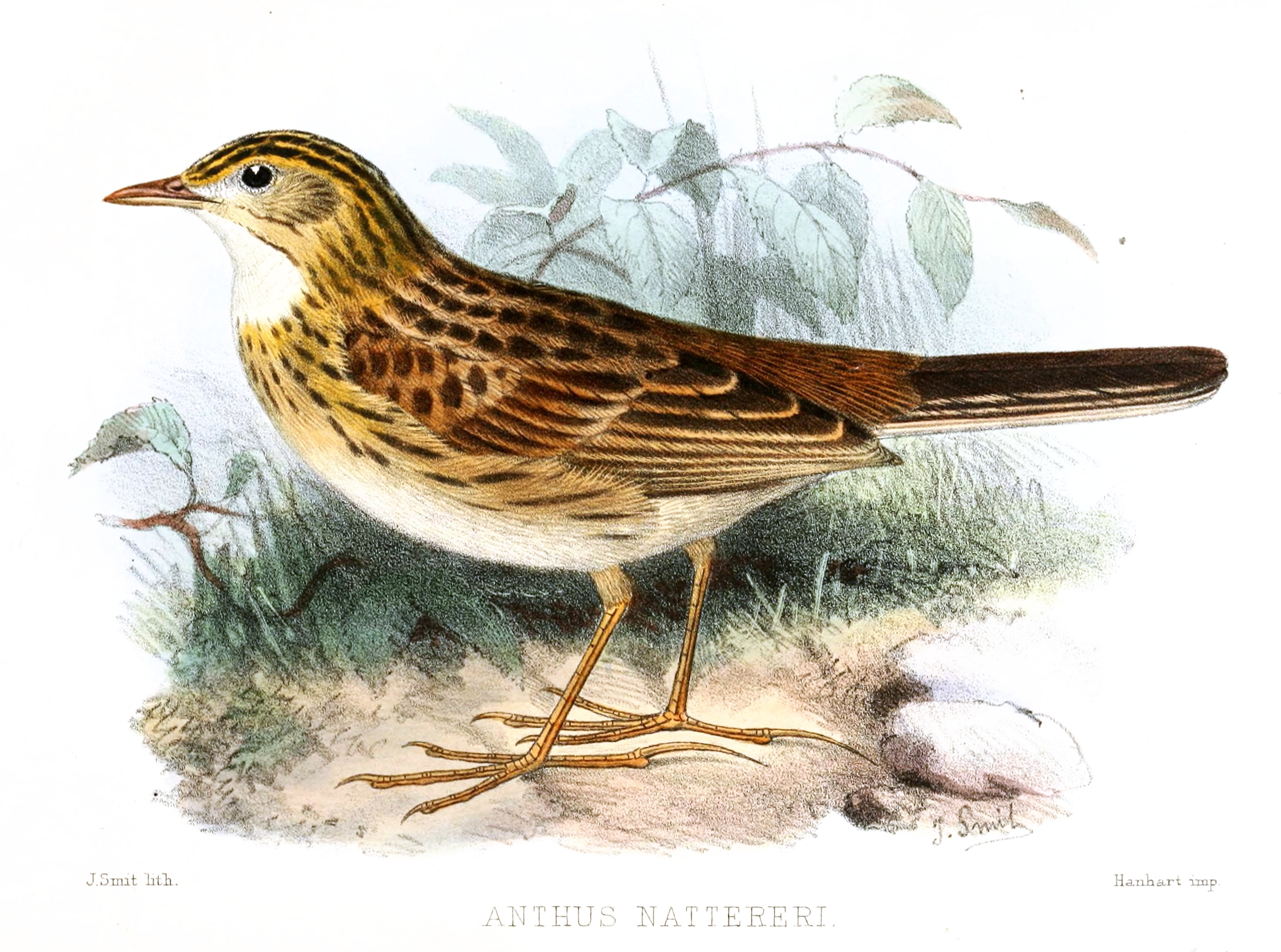
Pipit ocré
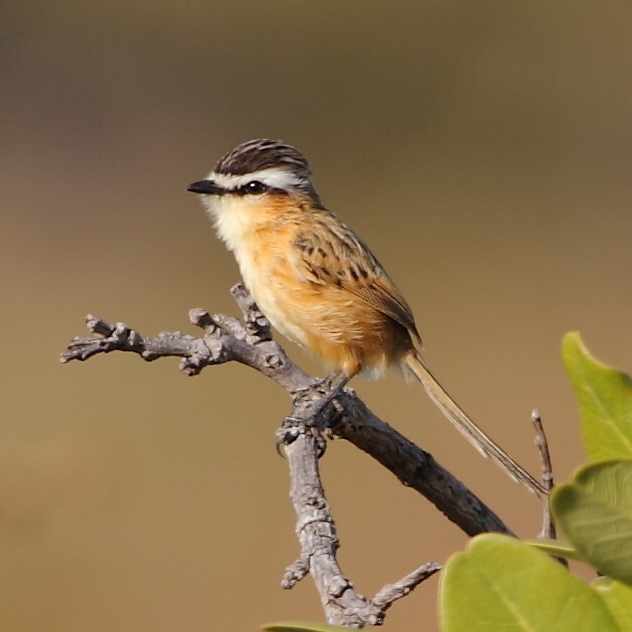
Tyranneau à queue aiguë (Culicivora caudacuta)

### Reptiles

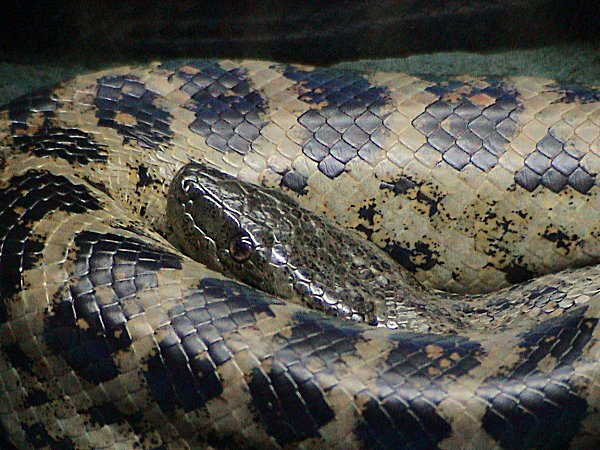
L'anaconda jaune ou eunectes notaeus vit dans les milieux amphibies
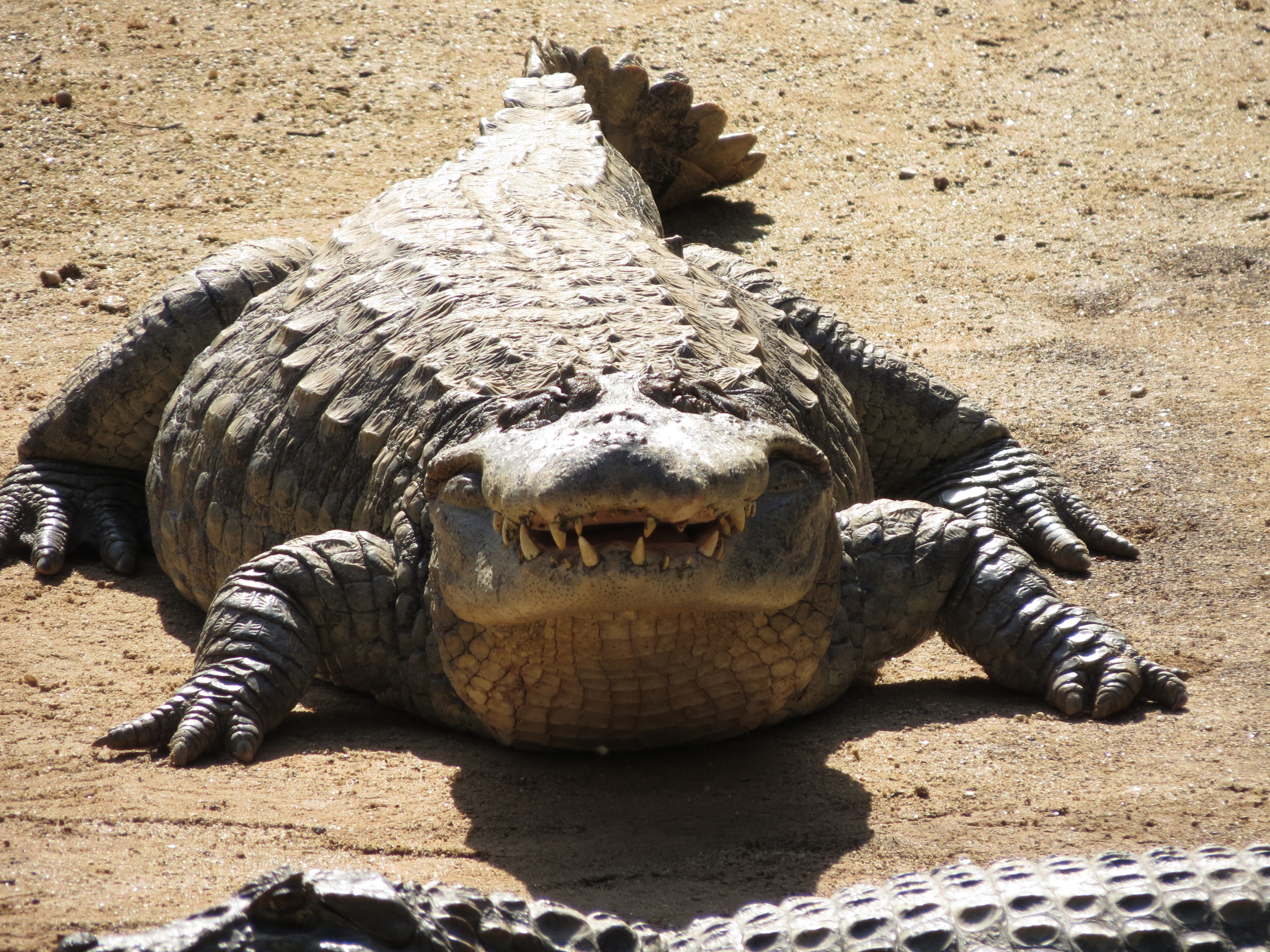
Caïman à museau large (Caiman latirostris). Inoffensif pour l'homme, il mange principalement des escargots et d'autres mollusques et crustacés. Il est aussi capable de chasser des reptiles et aussi des petits mammifères en cas de nécessité.
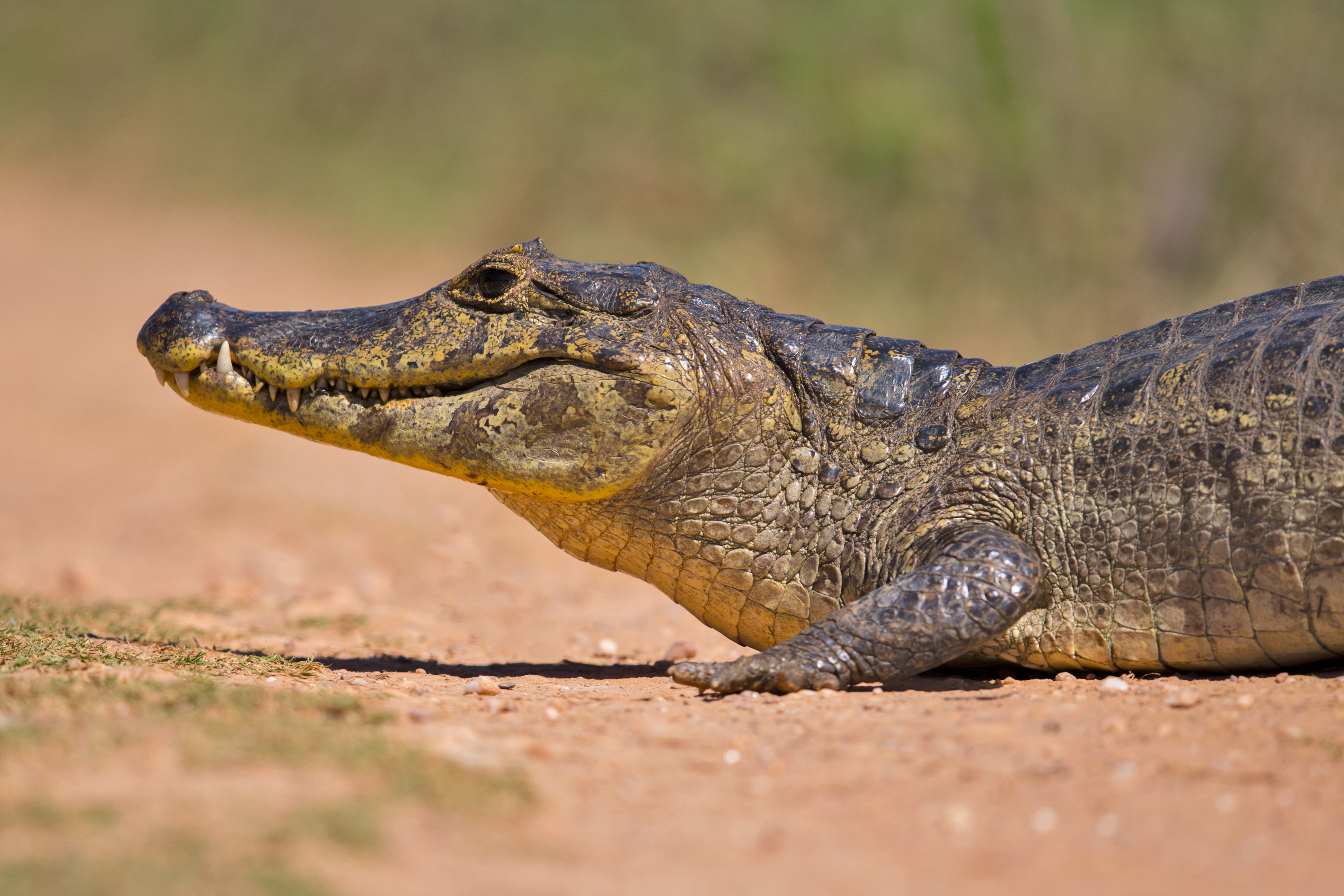
Jacara ou Caïman yacaré ou yacaré negro. Animal utile, il n'attaque pas l'homme mais dévore les Pirañas.

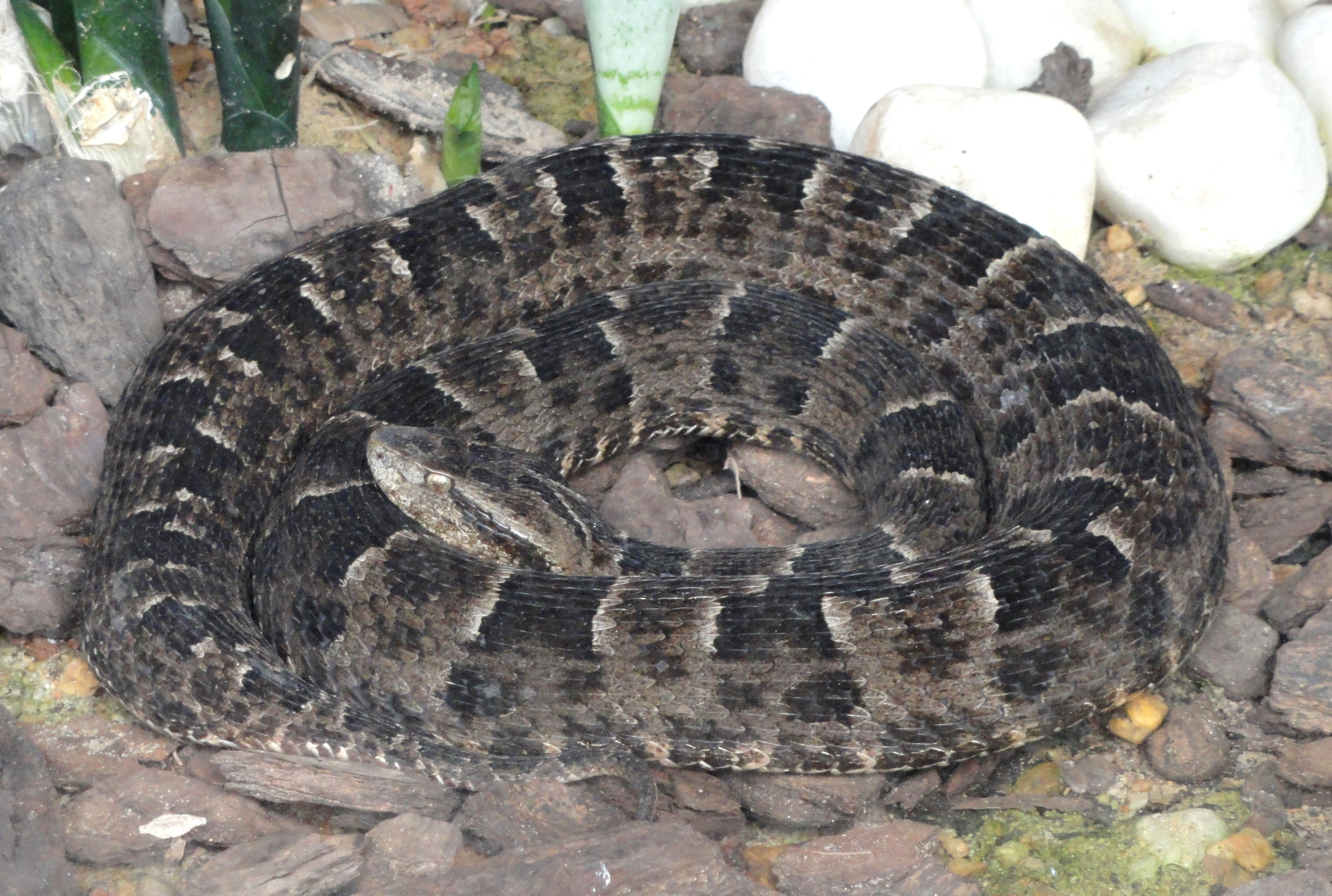
Bothrops neuwiedi ou Yarará chica, responsable du plus grand nombre de morsures en Argentine.
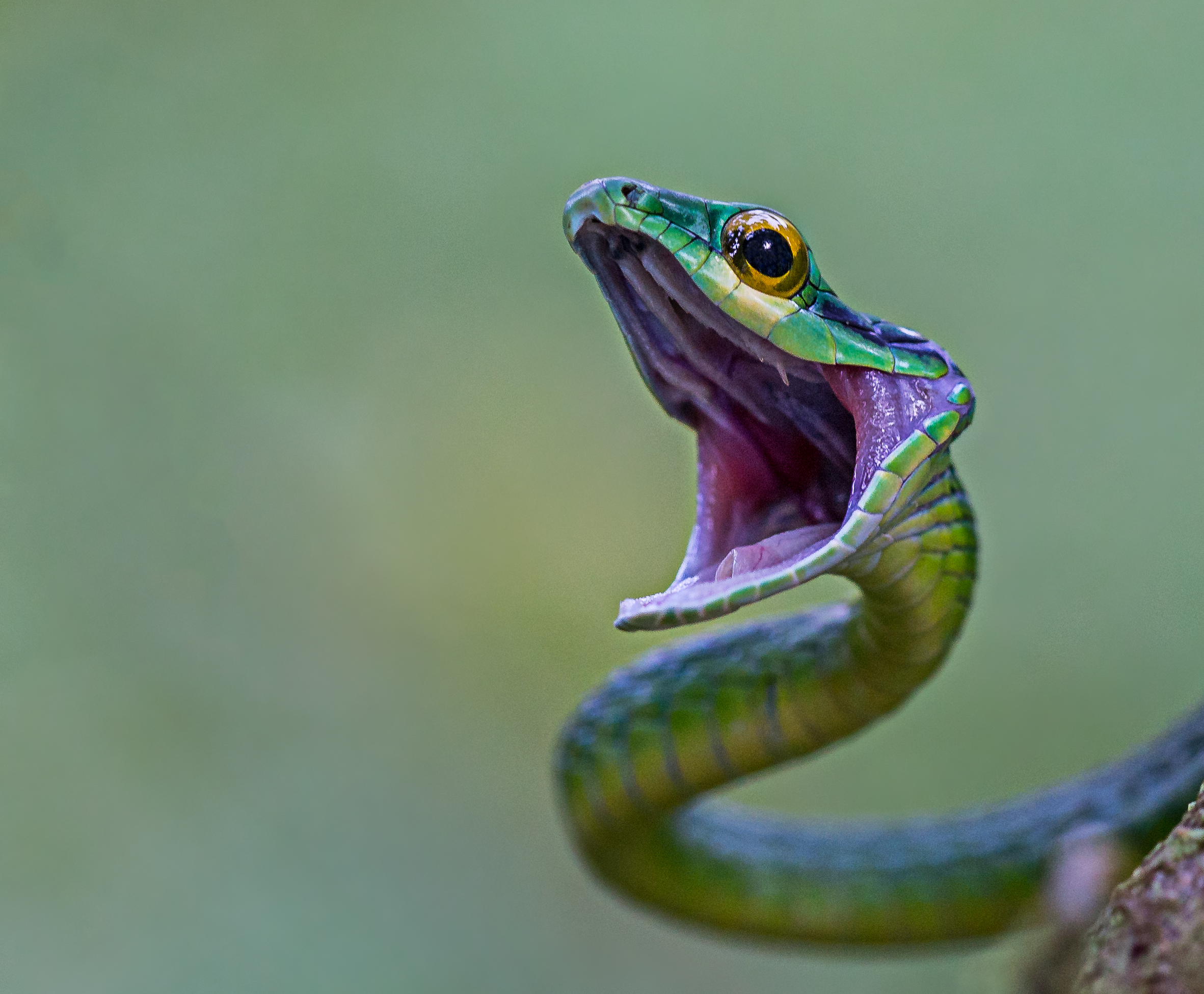
Gros plan du Leptophis ahaetulla. Cette espèce peut atteindre 150 cm. Il se nourrit[2] d'amphibiens, de lézards arboricoles, d'oiseaux, mais également d'autres serpents y compris ceux de sa propre espèce (cannibalisme).
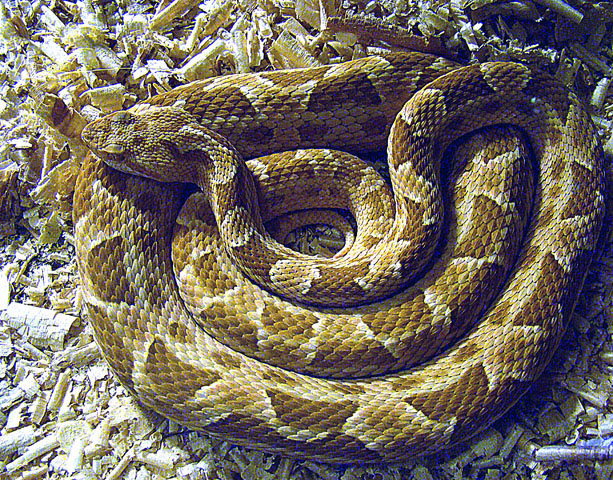
Yarará grande Bothrops alternatus